# Casa dos Médici
A Casa dos Médici (em italiano: Medici) foi uma dinastia política italiana. A família teve origem na região de Mugello da Toscana. O poder político dos Médici aumentou, até que passaram a governar Florença, embora oficialmente eles fossem apenas cidadãos comuns, em vez de monarcas. Da Casa de Médici provieram quatro papas e, a partir de 1531, os Médici tornaram-se os líderes hereditários do Ducado de Florença, e em 1569, o ducado foi elevado à categoria de grão-ducado após grande expansão territorial, surgindo então o Grão-Ducado da Toscana, governado pela família desde o seu início até 1737, com a morte de João Gastão de Médici.
A sua riqueza e influência inicialmente derivava do comércio de produtos têxteis que passava pela guilda da Arte della Lana. Inicialmente eles eram uma das famílias que dominavam o governo da cidade de Florença, sendo que foram capazes de trazê-la totalmente sob seu poder familiar, possibilitando um ambiente onde a arte e o humanismo pudessem florescer. Eles fomentaram e inspiraram o nascimento da Renascença italiana, juntamente com outras famílias da Itália, como os Aciole de Toscana e Florença, Visconti e Sforza de Milão, os Este de Ferrara, e os Gonzaga de Mântua.
Há estimativas de que a Casa de Médici foi uma das mais ricas famílias da Europa por um período de tempo. A partir desta base, eles adquiriram poder político, inicialmente em Florença e mais tarde na Itália e na Europa em geral. Uma contribuição dos Médici foi o desenvolvimento do sistema de contabilidade de dupla entrada para acompanhar os créditos e débitos. Este sistema foi utilizado pelos primeiros contadores que trabalham para a família Médici em Florença. Os Médici atingiram o seu apogeu entre os séculos XV e XVII com um conjunto de figuras importantes na história da Europa e do Mundo. A linhagem directa dos Médici extinguiu-se em 1737.
O ramo primogênito da família, os que descendem de Pedro de Cosme de Médici e do seu filho Lourenço de Médici, o Magnífico, governaram até ao assassinato de Alexandre de Médici, primeiro duque de Florença, em 1537. O poder passou então para o ramo cadete, os que descendem de Lourenço de Cosme de Médici a partir do seu trineto Cosmo I de Médici.
Além da política e governação, os Médici notabilizaram-se em outros campos, principalmente no mecenato.

## Árvore genealógica (séculos XIV a XVIII)
|                                                       |                                                       |                                                       |                                                       |                                                       |                                                       |                                           |                                           |                                                         |                                                         |                                                         |                                                         |                                                         |                                                         |                                                   |                                                   |                                                                  |                                                                  |                                                                  |                                                                  |                                                                       |                                                                       |                                                                       |                                                                       | Giovanni di Bicci de' Medici (1360–1429) m.Picarda Bueri              |                                                                       |                                                            |                                                            |                                                            |                                                            |                                                       |                                                       |                                                                   |                                                                   |                                                                   |                                                                   |                                                                   |                                                                   |                                                   |                                                   |                                                                                  |                                                                                  |                                                                                  |                                                                                  |                                                                                  |                                                                                  |                                           |                                           |                                                               |                                                               |                                                               |                                                               |                                                               |                                                               |                                               |                                               |                                                |                                                |                                                    |                                                    |                                                                  |                                                                  |                                                                  |                                                                  |                                                                  |                                                                  |                                                                       |                                                                       |                                                                       |                                                                       |                                                                       |                                                                       |                                                                  |                                                                  |                                                                      |                                                                      |                                                                      |                                                                      |                                                                      |                                                                      |                                              |                                              |                                                                                      |                                                                                      |                                                                                      |                                                                                      |                                                                                      |                                                                                      |  |  |  |  |  |  |  |  |  |  |  |  |  |  |  |  |  |  |  |  |  |  |  |  |  |  |  |  |  |  |  |  |  |  |  |  |  |  |  |  |  |  |  |  |  |  |  |  |  |  |  |  |  |  |
|                                                       |                                                       |                                                       |                                                       |                                                       |                                                       |                                           |                                           |                                                         |                                                         |                                                         |                                                         |                                                         |                                                         |                                                   |                                                   |                                                                  |                                                                  |                                                                  |                                                                  |                                                                       |                                                                       |                                                                       |                                                                       |                                                                       |                                                                       |                                                            |                                                            |                                                            |                                                            |                                                       |                                                       |                                                                   |                                                                   |                                                                   |                                                                   |                                                                   |                                                                   |                                                   |                                                   |                                                                                  |                                                                                  |                                                                                  |                                                                                  |                                                                                  |                                                                                  |                                           |                                           |                                                               |                                                               |                                                               |                                                               |                                                               |                                                               |                                               |                                               |                                                |                                                |                                                    |                                                    |                                                                  |                                                                  |                                                                  |                                                                  |                                                                  |                                                                  |                                                                       |                                                                       |                                                                       |                                                                       |                                                                       |                                                                       |                                                                  |                                                                  |                                                                      |                                                                      |                                                                      |                                                                      |                                                                      |                                                                      |                                              |                                              |                                                                                      |                                                                                      |                                                                                      |                                                                                      |                                                                                      |                                                                                      |  |  |  |  |  |  |  |  |  |  |  |  |  |  |  |  |  |  |  |  |  |  |  |  |  |  |  |  |  |  |  |  |  |  |  |  |  |  |  |  |  |  |  |  |  |  |  |  |  |  |  |  |  |  |
|                                                       |                                                       |                                                       |                                                       |                                                       |                                                       |                                           |                                           |                                                         |                                                         |                                                         |                                                         |                                                         |                                                         |                                                   |                                                   |                                                                  |                                                                  |                                                                  |                                                                  |                                                                       |                                                                       |                                                                       |                                                                       |                                                                       |                                                                       |                                                            |                                                            |                                                            |                                                            |                                                       |                                                       |                                                                   |                                                                   |                                                                   |                                                                   |                                                                   |                                                                   |                                                   |                                                   |                                                                                  |                                                                                  |                                                                                  |                                                                                  |                                                                                  |                                                                                  |                                           |                                           |                                                               |                                                               |                                                               |                                                               |                                                               |                                                               |                                               |                                               |                                                |                                                |                                                    |                                                    |                                                                  |                                                                  |                                                                  |                                                                  |                                                                  |                                                                  |                                                                       |                                                                       |                                                                       |                                                                       |                                                                       |                                                                       |                                                                  |                                                                  |                                                                      |                                                                      |                                                                      |                                                                      |                                                                      |                                                                      |                                              |                                              |                                                                                      |                                                                                      |                                                                                      |                                                                                      |                                                                                      |                                                                                      |  |  |  |  |  |  |  |  |  |  |  |  |  |  |  |  |  |  |  |  |  |  |  |  |  |  |  |  |  |  |  |  |  |  |  |  |  |  |  |  |  |  |  |  |  |  |  |  |  |  |  |  |  |  |
|                                                       |                                                       |                                                       |                                                       |                                                       |                                                       |                                           |                                           |                                                         |                                                         |                                                         |                                                         |                                                         |                                                         |                                                   |                                                   |                                                                  |                                                                  |                                                                  |                                                                  |                                                                       |                                                                       |                                                                       |                                                                       |                                                                       |                                                                       |                                                            |                                                            |                                                            |                                                            |                                                       |                                                       |                                                                   |                                                                   |                                                                   |                                                                   |                                                                   |                                                                   |                                                   |                                                   |                                                                                  |                                                                                  |                                                                                  |                                                                                  |                                                                                  |                                                                                  |                                           |                                           |                                                               |                                                               |                                                               |                                                               |                                                               |                                                               |                                               |                                               |                                                |                                                |                                                    |                                                    |                                                                  |                                                                  |                                                                  |                                                                  |                                                                  |                                                                  |                                                                       |                                                                       |                                                                       |                                                                       |                                                                       |                                                                       |                                                                  |                                                                  |                                                                      |                                                                      |                                                                      |                                                                      |                                                                      |                                                                      |                                              |                                              |                                                                                      |                                                                                      |                                                                                      |                                                                                      |                                                                                      |                                                                                      |  |  |  |  |  |  |  |  |  |  |  |  |  |  |  |  |  |  |  |  |  |  |  |  |  |  |  |  |  |  |  |  |  |  |  |  |  |  |  |  |  |  |  |  |  |  |  |  |  |  |  |  |  |  |
| Antonio de' Medici (?–1398)                           | Antonio de' Medici (?–1398)                           | Antonio de' Medici (?–1398)                           | Antonio de' Medici (?–1398)                           | Antonio de' Medici (?–1398)                           | Antonio de' Medici (?–1398)                           |                                           |                                           | Damian de' Medici (1389–1390)                           | Damian de' Medici (1389–1390)                           | Damian de' Medici (1389–1390)                           | Damian de' Medici (1389–1390)                           | Damian de' Medici (1389–1390)                           | Damian de' Medici (1389–1390)                           |                                                   |                                                   |                                                                  |                                                                  |                                                                  |                                                                  |                                                                       |                                                                       |                                                                       |                                                                       |                                                                       |                                                                       |                                                            |                                                            |                                                            |                                                            | Cosimo de' Medici (O Velho) (1389–1464)               | Cosimo de' Medici (O Velho) (1389–1464)               | Cosimo de' Medici (O Velho) (1389–1464)                           | Cosimo de' Medici (O Velho) (1389–1464)                           | Cosimo de' Medici (O Velho) (1389–1464)                           | Cosimo de' Medici (O Velho) (1389–1464)                           |                                                                   |                                                                   |                                                   |                                                   |                                                                                  |                                                                                  | Contessina de' Bardi (ca.1390–1473)                                              | Contessina de' Bardi (ca.1390–1473)                                              | Contessina de' Bardi (ca.1390–1473)                                              | Contessina de' Bardi (ca.1390–1473)                                              | Contessina de' Bardi (ca.1390–1473)       | Contessina de' Bardi (ca.1390–1473)       |                                                               |                                                               |                                                               |                                                               |                                                               |                                                               |                                               |                                               |                                                |                                                |                                                    |                                                    |                                                                  |                                                                  |                                                                  |                                                                  |                                                                  |                                                                  |                                                                       |                                                                       |                                                                       |                                                                       | Lorenzo (O velho) (1395–1440) m. Genebra de Cavalcanti                | Lorenzo (O velho) (1395–1440) m. Genebra de Cavalcanti                | Lorenzo (O velho) (1395–1440) m. Genebra de Cavalcanti           | Lorenzo (O velho) (1395–1440) m. Genebra de Cavalcanti           | Lorenzo (O velho) (1395–1440) m. Genebra de Cavalcanti               | Lorenzo (O velho) (1395–1440) m. Genebra de Cavalcanti               |                                                                      |                                                                      |                                                                      |                                                                      |                                              |                                              |                                                                                      |                                                                                      |                                                                                      |                                                                                      |                                                                                      |                                                                                      |  |  |  |  |  |  |  |  |  |  |  |  |  |  |  |  |  |  |  |  |  |  |  |  |  |  |  |  |  |  |  |  |  |  |  |  |  |  |  |  |  |  |  |  |  |  |  |  |  |  |  |  |  |  |
| Antonio de' Medici (?–1398)                           | Antonio de' Medici (?–1398)                           | Antonio de' Medici (?–1398)                           | Antonio de' Medici (?–1398)                           | Antonio de' Medici (?–1398)                           | Antonio de' Medici (?–1398)                           |                                           |                                           | Damian de' Medici (1389–1390)                           | Damian de' Medici (1389–1390)                           | Damian de' Medici (1389–1390)                           | Damian de' Medici (1389–1390)                           | Damian de' Medici (1389–1390)                           | Damian de' Medici (1389–1390)                           |                                                   |                                                   |                                                                  |                                                                  |                                                                  |                                                                  |                                                                       |                                                                       |                                                                       |                                                                       |                                                                       |                                                                       |                                                            |                                                            |                                                            |                                                            | Cosimo de' Medici (O Velho) (1389–1464)               | Cosimo de' Medici (O Velho) (1389–1464)               | Cosimo de' Medici (O Velho) (1389–1464)                           | Cosimo de' Medici (O Velho) (1389–1464)                           | Cosimo de' Medici (O Velho) (1389–1464)                           | Cosimo de' Medici (O Velho) (1389–1464)                           |                                                                   |                                                                   |                                                   |                                                   |                                                                                  |                                                                                  | Contessina de' Bardi (ca.1390–1473)                                              | Contessina de' Bardi (ca.1390–1473)                                              | Contessina de' Bardi (ca.1390–1473)                                              | Contessina de' Bardi (ca.1390–1473)                                              | Contessina de' Bardi (ca.1390–1473)       | Contessina de' Bardi (ca.1390–1473)       |                                                               |                                                               |                                                               |                                                               |                                                               |                                                               |                                               |                                               |                                                |                                                |                                                    |                                                    |                                                                  |                                                                  |                                                                  |                                                                  |                                                                  |                                                                  |                                                                       |                                                                       |                                                                       |                                                                       | Lorenzo (O velho) (1395–1440) m. Genebra de Cavalcanti                | Lorenzo (O velho) (1395–1440) m. Genebra de Cavalcanti                | Lorenzo (O velho) (1395–1440) m. Genebra de Cavalcanti           | Lorenzo (O velho) (1395–1440) m. Genebra de Cavalcanti           | Lorenzo (O velho) (1395–1440) m. Genebra de Cavalcanti               | Lorenzo (O velho) (1395–1440) m. Genebra de Cavalcanti               |                                                                      |                                                                      |                                                                      |                                                                      |                                              |                                              |                                                                                      |                                                                                      |                                                                                      |                                                                                      |                                                                                      |                                                                                      |  |  |  |  |  |  |  |  |  |  |  |  |  |  |  |  |  |  |  |  |  |  |  |  |  |  |  |  |  |  |  |  |  |  |  |  |  |  |  |  |  |  |  |  |  |  |  |  |  |  |  |  |  |  |
|                                                       |                                                       |                                                       |                                                       |                                                       |                                                       |                                           |                                           |                                                         |                                                         |                                                         |                                                         |                                                         |                                                         |                                                   |                                                   |                                                                  |                                                                  |                                                                  |                                                                  |                                                                       |                                                                       |                                                                       |                                                                       |                                                                       |                                                                       |                                                            |                                                            |                                                            |                                                            |                                                       |                                                       |                                                                   |                                                                   |                                                                   |                                                                   |                                                                   |                                                                   |                                                   |                                                   |                                                                                  |                                                                                  |                                                                                  |                                                                                  |                                                                                  |                                                                                  |                                           |                                           |                                                               |                                                               |                                                               |                                                               |                                                               |                                                               |                                               |                                               |                                                |                                                |                                                    |                                                    |                                                                  |                                                                  |                                                                  |                                                                  |                                                                  |                                                                  |                                                                       |                                                                       |                                                                       |                                                                       |                                                                       |                                                                       |                                                                  |                                                                  |                                                                      |                                                                      |                                                                      |                                                                      |                                                                      |                                                                      |                                              |                                              |                                                                                      |                                                                                      |                                                                                      |                                                                                      |                                                                                      |                                                                                      |  |  |  |  |  |  |  |  |  |  |  |  |  |  |  |  |  |  |  |  |  |  |  |  |  |  |  |  |  |  |  |  |  |  |  |  |  |  |  |  |  |  |  |  |  |  |  |  |  |  |  |  |  |  |
|                                                       |                                                       |                                                       |                                                       |                                                       |                                                       |                                           |                                           |                                                         |                                                         |                                                         |                                                         |                                                         |                                                         |                                                   |                                                   |                                                                  |                                                                  |                                                                  |                                                                  |                                                                       |                                                                       |                                                                       |                                                                       |                                                                       |                                                                       |                                                            |                                                            |                                                            |                                                            |                                                       |                                                       |                                                                   |                                                                   |                                                                   |                                                                   |                                                                   |                                                                   |                                                   |                                                   |                                                                                  |                                                                                  |                                                                                  |                                                                                  |                                                                                  |                                                                                  |                                           |                                           |                                                               |                                                               |                                                               |                                                               |                                                               |                                                               |                                               |                                               |                                                |                                                |                                                    |                                                    |                                                                  |                                                                  |                                                                  |                                                                  |                                                                  |                                                                  |                                                                       |                                                                       |                                                                       |                                                                       |                                                                       |                                                                       |                                                                  |                                                                  |                                                                      |                                                                      |                                                                      |                                                                      |                                                                      |                                                                      |                                              |                                              |                                                                                      |                                                                                      |                                                                                      |                                                                                      |                                                                                      |                                                                                      |  |  |  |  |  |  |  |  |  |  |  |  |  |  |  |  |  |  |  |  |  |  |  |  |  |  |  |  |  |  |  |  |  |  |  |  |  |  |  |  |  |  |  |  |  |  |  |  |  |  |  |  |  |  |
|                                                       |                                                       |                                                       |                                                       |                                                       |                                                       |                                           |                                           |                                                         |                                                         |                                                         |                                                         |                                                         |                                                         |                                                   |                                                   |                                                                  |                                                                  |                                                                  |                                                                  |                                                                       |                                                                       |                                                                       |                                                                       |                                                                       |                                                                       |                                                            |                                                            |                                                            |                                                            |                                                       |                                                       |                                                                   |                                                                   |                                                                   |                                                                   |                                                                   |                                                                   |                                                   |                                                   |                                                                                  |                                                                                  |                                                                                  |                                                                                  |                                                                                  |                                                                                  |                                           |                                           |                                                               |                                                               |                                                               |                                                               |                                                               |                                                               |                                               |                                               |                                                |                                                |                                                    |                                                    |                                                                  |                                                                  |                                                                  |                                                                  |                                                                  |                                                                  |                                                                       |                                                                       |                                                                       |                                                                       |                                                                       |                                                                       |                                                                  |                                                                  |                                                                      |                                                                      |                                                                      |                                                                      |                                                                      |                                                                      |                                              |                                              |                                                                                      |                                                                                      |                                                                                      |                                                                                      |                                                                                      |                                                                                      |  |  |  |  |  |  |  |  |  |  |  |  |  |  |  |  |  |  |  |  |  |  |  |  |  |  |  |  |  |  |  |  |  |  |  |  |  |  |  |  |  |  |  |  |  |  |  |  |  |  |  |  |  |  |
| Piero I de' Medici (1416–1469)                        | Piero I de' Medici (1416–1469)                        | Piero I de' Medici (1416–1469)                        | Piero I de' Medici (1416–1469)                        | Piero I de' Medici (1416–1469)                        | Piero I de' Medici (1416–1469)                        |                                           |                                           |                                                         |                                                         |                                                         |                                                         |                                                         |                                                         | Lucrécia Tornabuoni (1425–1482)                   | Lucrécia Tornabuoni (1425–1482)                   | Lucrécia Tornabuoni (1425–1482)                                  | Lucrécia Tornabuoni (1425–1482)                                  | Lucrécia Tornabuoni (1425–1482)                                  | Lucrécia Tornabuoni (1425–1482)                                  |                                                                       |                                                                       |                                                                       |                                                                       |                                                                       |                                                                       |                                                            |                                                            |                                                            |                                                            | Carlo de Medici (1430–1492)                           | Carlo de Medici (1430–1492)                           | Carlo de Medici (1430–1492)                                       | Carlo de Medici (1430–1492)                                       | Carlo de Medici (1430–1492)                                       | Carlo de Medici (1430–1492)                                       |                                                                   |                                                                   |                                                   |                                                   |                                                                                  |                                                                                  |                                                                                  |                                                                                  |                                                                                  |                                                                                  |                                           |                                           | Giovanni de' Medici (1421–1463) m. Ginevra degli Alessandrini | Giovanni de' Medici (1421–1463) m. Ginevra degli Alessandrini | Giovanni de' Medici (1421–1463) m. Ginevra degli Alessandrini | Giovanni de' Medici (1421–1463) m. Ginevra degli Alessandrini | Giovanni de' Medici (1421–1463) m. Ginevra degli Alessandrini | Giovanni de' Medici (1421–1463) m. Ginevra degli Alessandrini |                                               |                                               |                                                |                                                |                                                    |                                                    |                                                                  |                                                                  |                                                                  |                                                                  |                                                                  |                                                                  | Francesco de' Medici (?–ca.1440)                                      | Francesco de' Medici (?–ca.1440)                                      | Francesco de' Medici (?–ca.1440)                                      | Francesco de' Medici (?–ca.1440)                                      | Francesco de' Medici (?–ca.1440)                                      | Francesco de' Medici (?–ca.1440)                                      |                                                                  |                                                                  | Pierfrancesco de' Medici (o velho) (1431–1476) m. Laudomia Acciaioli | Pierfrancesco de' Medici (o velho) (1431–1476) m. Laudomia Acciaioli | Pierfrancesco de' Medici (o velho) (1431–1476) m. Laudomia Acciaioli | Pierfrancesco de' Medici (o velho) (1431–1476) m. Laudomia Acciaioli | Pierfrancesco de' Medici (o velho) (1431–1476) m. Laudomia Acciaioli | Pierfrancesco de' Medici (o velho) (1431–1476) m. Laudomia Acciaioli |                                              |                                              |                                                                                      |                                                                                      |                                                                                      |                                                                                      |                                                                                      |                                                                                      |  |  |  |  |  |  |  |  |  |  |  |  |  |  |  |  |  |  |  |  |  |  |  |  |  |  |  |  |  |  |  |  |  |  |  |  |  |  |  |  |  |  |  |  |  |  |  |  |  |  |  |  |  |  |
| Piero I de' Medici (1416–1469)                        | Piero I de' Medici (1416–1469)                        | Piero I de' Medici (1416–1469)                        | Piero I de' Medici (1416–1469)                        | Piero I de' Medici (1416–1469)                        | Piero I de' Medici (1416–1469)                        |                                           |                                           |                                                         |                                                         |                                                         |                                                         |                                                         |                                                         | Lucrécia Tornabuoni (1425–1482)                   | Lucrécia Tornabuoni (1425–1482)                   | Lucrécia Tornabuoni (1425–1482)                                  | Lucrécia Tornabuoni (1425–1482)                                  | Lucrécia Tornabuoni (1425–1482)                                  | Lucrécia Tornabuoni (1425–1482)                                  |                                                                       |                                                                       |                                                                       |                                                                       |                                                                       |                                                                       |                                                            |                                                            |                                                            |                                                            | Carlo de Medici (1430–1492)                           | Carlo de Medici (1430–1492)                           | Carlo de Medici (1430–1492)                                       | Carlo de Medici (1430–1492)                                       | Carlo de Medici (1430–1492)                                       | Carlo de Medici (1430–1492)                                       |                                                                   |                                                                   |                                                   |                                                   |                                                                                  |                                                                                  |                                                                                  |                                                                                  |                                                                                  |                                                                                  |                                           |                                           | Giovanni de' Medici (1421–1463) m. Ginevra degli Alessandrini | Giovanni de' Medici (1421–1463) m. Ginevra degli Alessandrini | Giovanni de' Medici (1421–1463) m. Ginevra degli Alessandrini | Giovanni de' Medici (1421–1463) m. Ginevra degli Alessandrini | Giovanni de' Medici (1421–1463) m. Ginevra degli Alessandrini | Giovanni de' Medici (1421–1463) m. Ginevra degli Alessandrini |                                               |                                               |                                                |                                                |                                                    |                                                    |                                                                  |                                                                  |                                                                  |                                                                  |                                                                  |                                                                  | Francesco de' Medici (?–ca.1440)                                      | Francesco de' Medici (?–ca.1440)                                      | Francesco de' Medici (?–ca.1440)                                      | Francesco de' Medici (?–ca.1440)                                      | Francesco de' Medici (?–ca.1440)                                      | Francesco de' Medici (?–ca.1440)                                      |                                                                  |                                                                  | Pierfrancesco de' Medici (o velho) (1431–1476) m. Laudomia Acciaioli | Pierfrancesco de' Medici (o velho) (1431–1476) m. Laudomia Acciaioli | Pierfrancesco de' Medici (o velho) (1431–1476) m. Laudomia Acciaioli | Pierfrancesco de' Medici (o velho) (1431–1476) m. Laudomia Acciaioli | Pierfrancesco de' Medici (o velho) (1431–1476) m. Laudomia Acciaioli | Pierfrancesco de' Medici (o velho) (1431–1476) m. Laudomia Acciaioli |                                              |                                              |                                                                                      |                                                                                      |                                                                                      |                                                                                      |                                                                                      |                                                                                      |  |  |  |  |  |  |  |  |  |  |  |  |  |  |  |  |  |  |  |  |  |  |  |  |  |  |  |  |  |  |  |  |  |  |  |  |  |  |  |  |  |  |  |  |  |  |  |  |  |  |  |  |  |  |
|                                                       |                                                       |                                                       |                                                       |                                                       |                                                       |                                           |                                           |                                                         |                                                         |                                                         |                                                         |                                                         |                                                         |                                                   |                                                   |                                                                  |                                                                  |                                                                  |                                                                  |                                                                       |                                                                       |                                                                       |                                                                       |                                                                       |                                                                       |                                                            |                                                            |                                                            |                                                            |                                                       |                                                       |                                                                   |                                                                   |                                                                   |                                                                   |                                                                   |                                                                   |                                                   |                                                   |                                                                                  |                                                                                  |                                                                                  |                                                                                  |                                                                                  |                                                                                  |                                           |                                           |                                                               |                                                               |                                                               |                                                               |                                                               |                                                               |                                               |                                               |                                                |                                                |                                                    |                                                    |                                                                  |                                                                  |                                                                  |                                                                  |                                                                  |                                                                  |                                                                       |                                                                       |                                                                       |                                                                       |                                                                       |                                                                       |                                                                  |                                                                  |                                                                      |                                                                      |                                                                      |                                                                      |                                                                      |                                                                      |                                              |                                              |                                                                                      |                                                                                      |                                                                                      |                                                                                      |                                                                                      |                                                                                      |  |  |  |  |  |  |  |  |  |  |  |  |  |  |  |  |  |  |  |  |  |  |  |  |  |  |  |  |  |  |  |  |  |  |  |  |  |  |  |  |  |  |  |  |  |  |  |  |  |  |  |  |  |  |
|                                                       |                                                       |                                                       |                                                       |                                                       |                                                       |                                           |                                           |                                                         |                                                         |                                                         |                                                         |                                                         |                                                         |                                                   |                                                   |                                                                  |                                                                  |                                                                  |                                                                  |                                                                       |                                                                       |                                                                       |                                                                       |                                                                       |                                                                       |                                                            |                                                            |                                                            |                                                            |                                                       |                                                       |                                                                   |                                                                   |                                                                   |                                                                   |                                                                   |                                                                   |                                                   |                                                   |                                                                                  |                                                                                  |                                                                                  |                                                                                  |                                                                                  |                                                                                  |                                           |                                           |                                                               |                                                               |                                                               |                                                               |                                                               |                                                               |                                               |                                               |                                                |                                                |                                                    |                                                    |                                                                  |                                                                  |                                                                  |                                                                  |                                                                  |                                                                  |                                                                       |                                                                       |                                                                       |                                                                       |                                                                       |                                                                       |                                                                  |                                                                  |                                                                      |                                                                      |                                                                      |                                                                      |                                                                      |                                                                      |                                              |                                              |                                                                                      |                                                                                      |                                                                                      |                                                                                      |                                                                                      |                                                                                      |  |  |  |  |  |  |  |  |  |  |  |  |  |  |  |  |  |  |  |  |  |  |  |  |  |  |  |  |  |  |  |  |  |  |  |  |  |  |  |  |  |  |  |  |  |  |  |  |  |  |  |  |  |  |
|                                                       |                                                       |                                                       |                                                       |                                                       |                                                       |                                           |                                           |                                                         |                                                         |                                                         |                                                         |                                                         |                                                         |                                                   |                                                   |                                                                  |                                                                  |                                                                  |                                                                  |                                                                       |                                                                       |                                                                       |                                                                       |                                                                       |                                                                       |                                                            |                                                            |                                                            |                                                            |                                                       |                                                       |                                                                   |                                                                   |                                                                   |                                                                   |                                                                   |                                                                   |                                                   |                                                   |                                                                                  |                                                                                  |                                                                                  |                                                                                  |                                                                                  |                                                                                  |                                           |                                           |                                                               |                                                               |                                                               |                                                               |                                                               |                                                               |                                               |                                               |                                                |                                                |                                                    |                                                    |                                                                  |                                                                  |                                                                  |                                                                  |                                                                  |                                                                  |                                                                       |                                                                       |                                                                       |                                                                       |                                                                       |                                                                       |                                                                  |                                                                  |                                                                      |                                                                      |                                                                      |                                                                      |                                                                      |                                                                      |                                              |                                              |                                                                                      |                                                                                      |                                                                                      |                                                                                      |                                                                                      |                                                                                      |  |  |  |  |  |  |  |  |  |  |  |  |  |  |  |  |  |  |  |  |  |  |  |  |  |  |  |  |  |  |  |  |  |  |  |  |  |  |  |  |  |  |  |  |  |  |  |  |  |  |  |  |  |  |
| Giovanni de' Medici (1444–1478)                       | Giovanni de' Medici (1444–1478)                       | Giovanni de' Medici (1444–1478)                       | Giovanni de' Medici (1444–1478)                       | Giovanni de' Medici (1444–1478)                       | Giovanni de' Medici (1444–1478)                       |                                           |                                           | Maria de' Medici (1445–1472) m. Leonetto de' Rossi      | Maria de' Medici (1445–1472) m. Leonetto de' Rossi      | Maria de' Medici (1445–1472) m. Leonetto de' Rossi      | Maria de' Medici (1445–1472) m. Leonetto de' Rossi      | Maria de' Medici (1445–1472) m. Leonetto de' Rossi      | Maria de' Medici (1445–1472) m. Leonetto de' Rossi      |                                                   |                                                   | Bianca de' Medici (1445-1488) (1445–1488) m. Guglielmo de' Pazzi | Bianca de' Medici (1445-1488) (1445–1488) m. Guglielmo de' Pazzi | Bianca de' Medici (1445-1488) (1445–1488) m. Guglielmo de' Pazzi | Bianca de' Medici (1445-1488) (1445–1488) m. Guglielmo de' Pazzi | Bianca de' Medici (1445-1488) (1445–1488) m. Guglielmo de' Pazzi      | Bianca de' Medici (1445-1488) (1445–1488) m. Guglielmo de' Pazzi      |                                                                       |                                                                       | Nanina de Médici (Nanina) (1448–1493) m. Bernardo Rucellai            | Nanina de Médici (Nanina) (1448–1493) m. Bernardo Rucellai            | Nanina de Médici (Nanina) (1448–1493) m. Bernardo Rucellai | Nanina de Médici (Nanina) (1448–1493) m. Bernardo Rucellai | Nanina de Médici (Nanina) (1448–1493) m. Bernardo Rucellai | Nanina de Médici (Nanina) (1448–1493) m. Bernardo Rucellai |                                                       |                                                       | Lourenço de Médici (O magnífico) (1449–1492) m.(1) Clarice Orsini | Lourenço de Médici (O magnífico) (1449–1492) m.(1) Clarice Orsini | Lourenço de Médici (O magnífico) (1449–1492) m.(1) Clarice Orsini | Lourenço de Médici (O magnífico) (1449–1492) m.(1) Clarice Orsini | Lourenço de Médici (O magnífico) (1449–1492) m.(1) Clarice Orsini | Lourenço de Médici (O magnífico) (1449–1492) m.(1) Clarice Orsini |                                                   |                                                   | Giuliano de' Medici (1453–1478)                                                  | Giuliano de' Medici (1453–1478)                                                  | Giuliano de' Medici (1453–1478)                                                  | Giuliano de' Medici (1453–1478)                                                  | Giuliano de' Medici (1453–1478)                                                  | Giuliano de' Medici (1453–1478)                                                  |                                           |                                           | Cosimo de' Medici (1452–1461)                                 | Cosimo de' Medici (1452–1461)                                 | Cosimo de' Medici (1452–1461)                                 | Cosimo de' Medici (1452–1461)                                 | Cosimo de' Medici (1452–1461)                                 | Cosimo de' Medici (1452–1461)                                 |                                               |                                               |                                                |                                                |                                                    |                                                    |                                                                  |                                                                  |                                                                  |                                                                  |                                                                  |                                                                  | Lorenzo di Pierfrancesco de' Medici (1463–1503) m. Semiramide Appiani | Lorenzo di Pierfrancesco de' Medici (1463–1503) m. Semiramide Appiani | Lorenzo di Pierfrancesco de' Medici (1463–1503) m. Semiramide Appiani | Lorenzo di Pierfrancesco de' Medici (1463–1503) m. Semiramide Appiani | Lorenzo di Pierfrancesco de' Medici (1463–1503) m. Semiramide Appiani | Lorenzo di Pierfrancesco de' Medici (1463–1503) m. Semiramide Appiani |                                                                  |                                                                  |                                                                      |                                                                      |                                                                      |                                                                      |                                                                      |                                                                      |                                              |                                              | Giovanni di Pierfrancesco de Médici (1467–1498) m. Caterina Sforza                   | Giovanni di Pierfrancesco de Médici (1467–1498) m. Caterina Sforza                   | Giovanni di Pierfrancesco de Médici (1467–1498) m. Caterina Sforza                   | Giovanni di Pierfrancesco de Médici (1467–1498) m. Caterina Sforza                   | Giovanni di Pierfrancesco de Médici (1467–1498) m. Caterina Sforza                   | Giovanni di Pierfrancesco de Médici (1467–1498) m. Caterina Sforza                   |  |  |  |  |  |  |  |  |  |  |  |  |  |  |  |  |  |  |  |  |  |  |  |  |  |  |  |  |  |  |  |  |  |  |  |  |  |  |  |  |  |  |  |  |  |  |  |  |  |  |  |  |  |  |
| Giovanni de' Medici (1444–1478)                       | Giovanni de' Medici (1444–1478)                       | Giovanni de' Medici (1444–1478)                       | Giovanni de' Medici (1444–1478)                       | Giovanni de' Medici (1444–1478)                       | Giovanni de' Medici (1444–1478)                       |                                           |                                           | Maria de' Medici (1445–1472) m. Leonetto de' Rossi      | Maria de' Medici (1445–1472) m. Leonetto de' Rossi      | Maria de' Medici (1445–1472) m. Leonetto de' Rossi      | Maria de' Medici (1445–1472) m. Leonetto de' Rossi      | Maria de' Medici (1445–1472) m. Leonetto de' Rossi      | Maria de' Medici (1445–1472) m. Leonetto de' Rossi      |                                                   |                                                   | Bianca de' Medici (1445-1488) (1445–1488) m. Guglielmo de' Pazzi | Bianca de' Medici (1445-1488) (1445–1488) m. Guglielmo de' Pazzi | Bianca de' Medici (1445-1488) (1445–1488) m. Guglielmo de' Pazzi | Bianca de' Medici (1445-1488) (1445–1488) m. Guglielmo de' Pazzi | Bianca de' Medici (1445-1488) (1445–1488) m. Guglielmo de' Pazzi      | Bianca de' Medici (1445-1488) (1445–1488) m. Guglielmo de' Pazzi      |                                                                       |                                                                       | Nanina de Médici (Nanina) (1448–1493) m. Bernardo Rucellai            | Nanina de Médici (Nanina) (1448–1493) m. Bernardo Rucellai            | Nanina de Médici (Nanina) (1448–1493) m. Bernardo Rucellai | Nanina de Médici (Nanina) (1448–1493) m. Bernardo Rucellai | Nanina de Médici (Nanina) (1448–1493) m. Bernardo Rucellai | Nanina de Médici (Nanina) (1448–1493) m. Bernardo Rucellai |                                                       |                                                       | Lourenço de Médici (O magnífico) (1449–1492) m.(1) Clarice Orsini | Lourenço de Médici (O magnífico) (1449–1492) m.(1) Clarice Orsini | Lourenço de Médici (O magnífico) (1449–1492) m.(1) Clarice Orsini | Lourenço de Médici (O magnífico) (1449–1492) m.(1) Clarice Orsini | Lourenço de Médici (O magnífico) (1449–1492) m.(1) Clarice Orsini | Lourenço de Médici (O magnífico) (1449–1492) m.(1) Clarice Orsini |                                                   |                                                   | Giuliano de' Medici (1453–1478)                                                  | Giuliano de' Medici (1453–1478)                                                  | Giuliano de' Medici (1453–1478)                                                  | Giuliano de' Medici (1453–1478)                                                  | Giuliano de' Medici (1453–1478)                                                  | Giuliano de' Medici (1453–1478)                                                  |                                           |                                           | Cosimo de' Medici (1452–1461)                                 | Cosimo de' Medici (1452–1461)                                 | Cosimo de' Medici (1452–1461)                                 | Cosimo de' Medici (1452–1461)                                 | Cosimo de' Medici (1452–1461)                                 | Cosimo de' Medici (1452–1461)                                 |                                               |                                               |                                                |                                                |                                                    |                                                    |                                                                  |                                                                  |                                                                  |                                                                  |                                                                  |                                                                  | Lorenzo di Pierfrancesco de' Medici (1463–1503) m. Semiramide Appiani | Lorenzo di Pierfrancesco de' Medici (1463–1503) m. Semiramide Appiani | Lorenzo di Pierfrancesco de' Medici (1463–1503) m. Semiramide Appiani | Lorenzo di Pierfrancesco de' Medici (1463–1503) m. Semiramide Appiani | Lorenzo di Pierfrancesco de' Medici (1463–1503) m. Semiramide Appiani | Lorenzo di Pierfrancesco de' Medici (1463–1503) m. Semiramide Appiani |                                                                  |                                                                  |                                                                      |                                                                      |                                                                      |                                                                      |                                                                      |                                                                      |                                              |                                              | Giovanni di Pierfrancesco de Médici (1467–1498) m. Caterina Sforza                   | Giovanni di Pierfrancesco de Médici (1467–1498) m. Caterina Sforza                   | Giovanni di Pierfrancesco de Médici (1467–1498) m. Caterina Sforza                   | Giovanni di Pierfrancesco de Médici (1467–1498) m. Caterina Sforza                   | Giovanni di Pierfrancesco de Médici (1467–1498) m. Caterina Sforza                   | Giovanni di Pierfrancesco de Médici (1467–1498) m. Caterina Sforza                   |  |  |  |  |  |  |  |  |  |  |  |  |  |  |  |  |  |  |  |  |  |  |  |  |  |  |  |  |  |  |  |  |  |  |  |  |  |  |  |  |  |  |  |  |  |  |  |  |  |  |  |  |  |  |
|                                                       |                                                       |                                                       |                                                       |                                                       |                                                       |                                           |                                           |                                                         |                                                         |                                                         |                                                         |                                                         |                                                         |                                                   |                                                   |                                                                  |                                                                  |                                                                  |                                                                  |                                                                       |                                                                       |                                                                       |                                                                       |                                                                       |                                                                       |                                                            |                                                            |                                                            |                                                            |                                                       |                                                       |                                                                   |                                                                   |                                                                   |                                                                   |                                                                   |                                                                   |                                                   |                                                   |                                                                                  |                                                                                  |                                                                                  |                                                                                  |                                                                                  |                                                                                  |                                           |                                           |                                                               |                                                               |                                                               |                                                               |                                                               |                                                               |                                               |                                               |                                                |                                                |                                                    |                                                    |                                                                  |                                                                  |                                                                  |                                                                  |                                                                  |                                                                  |                                                                       |                                                                       |                                                                       |                                                                       |                                                                       |                                                                       |                                                                  |                                                                  |                                                                      |                                                                      |                                                                      |                                                                      |                                                                      |                                                                      |                                              |                                              |                                                                                      |                                                                                      |                                                                                      |                                                                                      |                                                                                      |                                                                                      |  |  |  |  |  |  |  |  |  |  |  |  |  |  |  |  |  |  |  |  |  |  |  |  |  |  |  |  |  |  |  |  |  |  |  |  |  |  |  |  |  |  |  |  |  |  |  |  |  |  |  |  |  |  |
|                                                       |                                                       |                                                       |                                                       |                                                       |                                                       |                                           |                                           |                                                         |                                                         |                                                         |                                                         |                                                         |                                                         |                                                   |                                                   |                                                                  |                                                                  |                                                                  |                                                                  |                                                                       |                                                                       |                                                                       |                                                                       |                                                                       |                                                                       |                                                            |                                                            |                                                            |                                                            |                                                       |                                                       |                                                                   |                                                                   |                                                                   |                                                                   |                                                                   |                                                                   |                                                   |                                                   |                                                                                  |                                                                                  |                                                                                  |                                                                                  |                                                                                  |                                                                                  |                                           |                                           |                                                               |                                                               |                                                               |                                                               |                                                               |                                                               |                                               |                                               |                                                |                                                |                                                    |                                                    |                                                                  |                                                                  |                                                                  |                                                                  |                                                                  |                                                                  |                                                                       |                                                                       |                                                                       |                                                                       |                                                                       |                                                                       |                                                                  |                                                                  |                                                                      |                                                                      |                                                                      |                                                                      |                                                                      |                                                                      |                                              |                                              |                                                                                      |                                                                                      |                                                                                      |                                                                                      |                                                                                      |                                                                                      |  |  |  |  |  |  |  |  |  |  |  |  |  |  |  |  |  |  |  |  |  |  |  |  |  |  |  |  |  |  |  |  |  |  |  |  |  |  |  |  |  |  |  |  |  |  |  |  |  |  |  |  |  |  |
|                                                       |                                                       |                                                       |                                                       |                                                       |                                                       |                                           |                                           |                                                         |                                                         |                                                         |                                                         |                                                         |                                                         | Lucrécia de Médici (1470–1553) m. Jacopo Salviati | Lucrécia de Médici (1470–1553) m. Jacopo Salviati | Lucrécia de Médici (1470–1553) m. Jacopo Salviati                | Lucrécia de Médici (1470–1553) m. Jacopo Salviati                | Lucrécia de Médici (1470–1553) m. Jacopo Salviati                | Lucrécia de Médici (1470–1553) m. Jacopo Salviati                |                                                                       |                                                                       |                                                                       |                                                                       | Madalena de Médici (1473–1528) m. Franceschetto Cybo                  | Madalena de Médici (1473–1528) m. Franceschetto Cybo                  | Madalena de Médici (1473–1528) m. Franceschetto Cybo       | Madalena de Médici (1473–1528) m. Franceschetto Cybo       | Madalena de Médici (1473–1528) m. Franceschetto Cybo       | Madalena de Médici (1473–1528) m. Franceschetto Cybo       |                                                       |                                                       | Luisa de' Medici (1477–1488)                                      | Luisa de' Medici (1477–1488)                                      | Luisa de' Medici (1477–1488)                                      | Luisa de' Medici (1477–1488)                                      | Luisa de' Medici (1477–1488)                                      | Luisa de' Medici (1477–1488)                                      |                                                   |                                                   | Giulio di Giuliano de Médici (1478–1534) Papa Clemente VII                       | Giulio di Giuliano de Médici (1478–1534) Papa Clemente VII                       | Giulio di Giuliano de Médici (1478–1534) Papa Clemente VII                       | Giulio di Giuliano de Médici (1478–1534) Papa Clemente VII                       | Giulio di Giuliano de Médici (1478–1534) Papa Clemente VII                       | Giulio di Giuliano de Médici (1478–1534) Papa Clemente VII                       |                                           |                                           | Giuliano de' Medici (1479–1516) Duque de Némours              | Giuliano de' Medici (1479–1516) Duque de Némours              | Giuliano de' Medici (1479–1516) Duque de Némours              | Giuliano de' Medici (1479–1516) Duque de Némours              | Giuliano de' Medici (1479–1516) Duque de Némours              | Giuliano de' Medici (1479–1516) Duque de Némours              |                                               |                                               |                                                |                                                |                                                    |                                                    | Pierfrancesco de' Medici (o jovem) (1487–1525) m. Maria Soderini | Pierfrancesco de' Medici (o jovem) (1487–1525) m. Maria Soderini | Pierfrancesco de' Medici (o jovem) (1487–1525) m. Maria Soderini | Pierfrancesco de' Medici (o jovem) (1487–1525) m. Maria Soderini | Pierfrancesco de' Medici (o jovem) (1487–1525) m. Maria Soderini | Pierfrancesco de' Medici (o jovem) (1487–1525) m. Maria Soderini |                                                                       |                                                                       | Laudomia de' Medici m. Francesco Salviati                             | Laudomia de' Medici m. Francesco Salviati                             | Laudomia de' Medici m. Francesco Salviati                             | Laudomia de' Medici m. Francesco Salviati                             | Laudomia de' Medici m. Francesco Salviati                        | Laudomia de' Medici m. Francesco Salviati                        |                                                                      |                                                                      | Vincenzo de' Medici                                                  | Vincenzo de' Medici                                                  | Vincenzo de' Medici                                                  | Vincenzo de' Medici                                                  | Vincenzo de' Medici                          | Vincenzo de' Medici                          |                                                                                      |                                                                                      |                                                                                      |                                                                                      |                                                                                      |                                                                                      |  |  |  |  |  |  |  |  |  |  |  |  |  |  |  |  |  |  |  |  |  |  |  |  |  |  |  |  |  |  |  |  |  |  |  |  |  |  |  |  |  |  |  |  |  |  |  |  |  |  |  |  |  |  |
|                                                       |                                                       |                                                       |                                                       |                                                       |                                                       |                                           |                                           |                                                         |                                                         |                                                         |                                                         |                                                         |                                                         | Lucrécia de Médici (1470–1553) m. Jacopo Salviati | Lucrécia de Médici (1470–1553) m. Jacopo Salviati | Lucrécia de Médici (1470–1553) m. Jacopo Salviati                | Lucrécia de Médici (1470–1553) m. Jacopo Salviati                | Lucrécia de Médici (1470–1553) m. Jacopo Salviati                | Lucrécia de Médici (1470–1553) m. Jacopo Salviati                |                                                                       |                                                                       |                                                                       |                                                                       | Madalena de Médici (1473–1528) m. Franceschetto Cybo                  | Madalena de Médici (1473–1528) m. Franceschetto Cybo                  | Madalena de Médici (1473–1528) m. Franceschetto Cybo       | Madalena de Médici (1473–1528) m. Franceschetto Cybo       | Madalena de Médici (1473–1528) m. Franceschetto Cybo       | Madalena de Médici (1473–1528) m. Franceschetto Cybo       |                                                       |                                                       | Luisa de' Medici (1477–1488)                                      | Luisa de' Medici (1477–1488)                                      | Luisa de' Medici (1477–1488)                                      | Luisa de' Medici (1477–1488)                                      | Luisa de' Medici (1477–1488)                                      | Luisa de' Medici (1477–1488)                                      |                                                   |                                                   | Giulio di Giuliano de Médici (1478–1534) Papa Clemente VII                       | Giulio di Giuliano de Médici (1478–1534) Papa Clemente VII                       | Giulio di Giuliano de Médici (1478–1534) Papa Clemente VII                       | Giulio di Giuliano de Médici (1478–1534) Papa Clemente VII                       | Giulio di Giuliano de Médici (1478–1534) Papa Clemente VII                       | Giulio di Giuliano de Médici (1478–1534) Papa Clemente VII                       |                                           |                                           | Giuliano de' Medici (1479–1516) Duque de Némours              | Giuliano de' Medici (1479–1516) Duque de Némours              | Giuliano de' Medici (1479–1516) Duque de Némours              | Giuliano de' Medici (1479–1516) Duque de Némours              | Giuliano de' Medici (1479–1516) Duque de Némours              | Giuliano de' Medici (1479–1516) Duque de Némours              |                                               |                                               |                                                |                                                |                                                    |                                                    | Pierfrancesco de' Medici (o jovem) (1487–1525) m. Maria Soderini | Pierfrancesco de' Medici (o jovem) (1487–1525) m. Maria Soderini | Pierfrancesco de' Medici (o jovem) (1487–1525) m. Maria Soderini | Pierfrancesco de' Medici (o jovem) (1487–1525) m. Maria Soderini | Pierfrancesco de' Medici (o jovem) (1487–1525) m. Maria Soderini | Pierfrancesco de' Medici (o jovem) (1487–1525) m. Maria Soderini |                                                                       |                                                                       | Laudomia de' Medici m. Francesco Salviati                             | Laudomia de' Medici m. Francesco Salviati                             | Laudomia de' Medici m. Francesco Salviati                             | Laudomia de' Medici m. Francesco Salviati                             | Laudomia de' Medici m. Francesco Salviati                        | Laudomia de' Medici m. Francesco Salviati                        |                                                                      |                                                                      | Vincenzo de' Medici                                                  | Vincenzo de' Medici                                                  | Vincenzo de' Medici                                                  | Vincenzo de' Medici                                                  | Vincenzo de' Medici                          | Vincenzo de' Medici                          |                                                                                      |                                                                                      |                                                                                      |                                                                                      |                                                                                      |                                                                                      |  |  |  |  |  |  |  |  |  |  |  |  |  |  |  |  |  |  |  |  |  |  |  |  |  |  |  |  |  |  |  |  |  |  |  |  |  |  |  |  |  |  |  |  |  |  |  |  |  |  |  |  |  |  |
|                                                       |                                                       |                                                       |                                                       |                                                       |                                                       |                                           |                                           |                                                         |                                                         |                                                         |                                                         |                                                         |                                                         |                                                   |                                                   |                                                                  |                                                                  |                                                                  |                                                                  | Piero II de' Medici (o desafortunado) (1471–1503) m. Alfonsina Orsini | Piero II de' Medici (o desafortunado) (1471–1503) m. Alfonsina Orsini | Piero II de' Medici (o desafortunado) (1471–1503) m. Alfonsina Orsini | Piero II de' Medici (o desafortunado) (1471–1503) m. Alfonsina Orsini | Piero II de' Medici (o desafortunado) (1471–1503) m. Alfonsina Orsini | Piero II de' Medici (o desafortunado) (1471–1503) m. Alfonsina Orsini |                                                            |                                                            | Giovanni de Lorenzo de Médici (1475–1521) Papa Leão X      | Giovanni de Lorenzo de Médici (1475–1521) Papa Leão X      | Giovanni de Lorenzo de Médici (1475–1521) Papa Leão X | Giovanni de Lorenzo de Médici (1475–1521) Papa Leão X | Giovanni de Lorenzo de Médici (1475–1521) Papa Leão X             | Giovanni de Lorenzo de Médici (1475–1521) Papa Leão X             |                                                                   |                                                                   | Contessina de Médici (1478–1515) m. Piero Ridolfi                 | Contessina de Médici (1478–1515) m. Piero Ridolfi                 | Contessina de Médici (1478–1515) m. Piero Ridolfi | Contessina de Médici (1478–1515) m. Piero Ridolfi | Contessina de Médici (1478–1515) m. Piero Ridolfi                                | Contessina de Médici (1478–1515) m. Piero Ridolfi                                |                                                                                  |                                                                                  |                                                                                  |                                                                                  |                                           |                                           | Ippolito de' Medici (1511–1535)                               | Ippolito de' Medici (1511–1535)                               | Ippolito de' Medici (1511–1535)                               | Ippolito de' Medici (1511–1535)                               | Ippolito de' Medici (1511–1535)                               | Ippolito de' Medici (1511–1535)                               |                                               |                                               |                                                |                                                |                                                    |                                                    |                                                                  |                                                                  |                                                                  |                                                                  | Averardo de Médici (1488–1495)                                   | Averardo de Médici (1488–1495)                                   | Averardo de Médici (1488–1495)                                        | Averardo de Médici (1488–1495)                                        | Averardo de Médici (1488–1495)                                        | Averardo de Médici (1488–1495)                                        |                                                                       |                                                                       | Ginevra de Médici m. Giovanni degli Albizzi                      | Ginevra de Médici m. Giovanni degli Albizzi                      | Ginevra de Médici m. Giovanni degli Albizzi                          | Ginevra de Médici m. Giovanni degli Albizzi                          | Ginevra de Médici m. Giovanni degli Albizzi                          | Ginevra de Médici m. Giovanni degli Albizzi                          |                                                                      |                                                                      |                                              |                                              |                                                                                      |                                                                                      |                                                                                      |                                                                                      |                                                                                      |                                                                                      |  |  |  |  |  |  |  |  |  |  |  |  |  |  |  |  |  |  |  |  |  |  |  |  |  |  |  |  |  |  |  |  |  |  |  |  |  |  |  |  |  |  |  |  |  |  |  |  |  |  |  |  |  |  |
|                                                       |                                                       |                                                       |                                                       |                                                       |                                                       |                                           |                                           |                                                         |                                                         |                                                         |                                                         |                                                         |                                                         |                                                   |                                                   |                                                                  |                                                                  |                                                                  |                                                                  | Piero II de' Medici (o desafortunado) (1471–1503) m. Alfonsina Orsini | Piero II de' Medici (o desafortunado) (1471–1503) m. Alfonsina Orsini | Piero II de' Medici (o desafortunado) (1471–1503) m. Alfonsina Orsini | Piero II de' Medici (o desafortunado) (1471–1503) m. Alfonsina Orsini | Piero II de' Medici (o desafortunado) (1471–1503) m. Alfonsina Orsini | Piero II de' Medici (o desafortunado) (1471–1503) m. Alfonsina Orsini |                                                            |                                                            | Giovanni de Lorenzo de Médici (1475–1521) Papa Leão X      | Giovanni de Lorenzo de Médici (1475–1521) Papa Leão X      | Giovanni de Lorenzo de Médici (1475–1521) Papa Leão X | Giovanni de Lorenzo de Médici (1475–1521) Papa Leão X | Giovanni de Lorenzo de Médici (1475–1521) Papa Leão X             | Giovanni de Lorenzo de Médici (1475–1521) Papa Leão X             |                                                                   |                                                                   | Contessina de Médici (1478–1515) m. Piero Ridolfi                 | Contessina de Médici (1478–1515) m. Piero Ridolfi                 | Contessina de Médici (1478–1515) m. Piero Ridolfi | Contessina de Médici (1478–1515) m. Piero Ridolfi | Contessina de Médici (1478–1515) m. Piero Ridolfi                                | Contessina de Médici (1478–1515) m. Piero Ridolfi                                |                                                                                  |                                                                                  |                                                                                  |                                                                                  |                                           |                                           | Ippolito de' Medici (1511–1535)                               | Ippolito de' Medici (1511–1535)                               | Ippolito de' Medici (1511–1535)                               | Ippolito de' Medici (1511–1535)                               | Ippolito de' Medici (1511–1535)                               | Ippolito de' Medici (1511–1535)                               |                                               |                                               |                                                |                                                |                                                    |                                                    |                                                                  |                                                                  |                                                                  |                                                                  | Averardo de Médici (1488–1495)                                   | Averardo de Médici (1488–1495)                                   | Averardo de Médici (1488–1495)                                        | Averardo de Médici (1488–1495)                                        | Averardo de Médici (1488–1495)                                        | Averardo de Médici (1488–1495)                                        |                                                                       |                                                                       | Ginevra de Médici m. Giovanni degli Albizzi                      | Ginevra de Médici m. Giovanni degli Albizzi                      | Ginevra de Médici m. Giovanni degli Albizzi                          | Ginevra de Médici m. Giovanni degli Albizzi                          | Ginevra de Médici m. Giovanni degli Albizzi                          | Ginevra de Médici m. Giovanni degli Albizzi                          |                                                                      |                                                                      |                                              |                                              |                                                                                      |                                                                                      |                                                                                      |                                                                                      |                                                                                      |                                                                                      |  |  |  |  |  |  |  |  |  |  |  |  |  |  |  |  |  |  |  |  |  |  |  |  |  |  |  |  |  |  |  |  |  |  |  |  |  |  |  |  |  |  |  |  |  |  |  |  |  |  |  |  |  |  |
|                                                       |                                                       |                                                       |                                                       |                                                       |                                                       |                                           |                                           |                                                         |                                                         |                                                         |                                                         |                                                         |                                                         |                                                   |                                                   |                                                                  |                                                                  |                                                                  |                                                                  |                                                                       |                                                                       |                                                                       |                                                                       |                                                                       |                                                                       |                                                            |                                                            |                                                            |                                                            |                                                       |                                                       |                                                                   |                                                                   |                                                                   |                                                                   |                                                                   |                                                                   |                                                   |                                                   |                                                                                  |                                                                                  |                                                                                  |                                                                                  |                                                                                  |                                                                                  |                                           |                                           |                                                               |                                                               |                                                               |                                                               |                                                               |                                                               |                                               |                                               |                                                |                                                |                                                    |                                                    |                                                                  |                                                                  |                                                                  |                                                                  |                                                                  |                                                                  |                                                                       |                                                                       |                                                                       |                                                                       |                                                                       |                                                                       |                                                                  |                                                                  |                                                                      |                                                                      |                                                                      |                                                                      |                                                                      |                                                                      |                                              |                                              |                                                                                      |                                                                                      |                                                                                      |                                                                                      |                                                                                      |                                                                                      |  |  |  |  |  |  |  |  |  |  |  |  |  |  |  |  |  |  |  |  |  |  |  |  |  |  |  |  |  |  |  |  |  |  |  |  |  |  |  |  |  |  |  |  |  |  |  |  |  |  |  |  |  |  |
|                                                       |                                                       |                                                       |                                                       |                                                       |                                                       |                                           |                                           |                                                         |                                                         |                                                         |                                                         |                                                         |                                                         |                                                   |                                                   |                                                                  |                                                                  |                                                                  |                                                                  |                                                                       |                                                                       |                                                                       |                                                                       |                                                                       |                                                                       |                                                            |                                                            |                                                            |                                                            |                                                       |                                                       |                                                                   |                                                                   |                                                                   |                                                                   |                                                                   |                                                                   |                                                   |                                                   |                                                                                  |                                                                                  |                                                                                  |                                                                                  |                                                                                  |                                                                                  |                                           |                                           |                                                               |                                                               |                                                               |                                                               |                                                               |                                                               |                                               |                                               |                                                |                                                |                                                    |                                                    |                                                                  |                                                                  |                                                                  |                                                                  |                                                                  |                                                                  |                                                                       |                                                                       |                                                                       |                                                                       |                                                                       |                                                                       |                                                                  |                                                                  |                                                                      |                                                                      |                                                                      |                                                                      |                                                                      |                                                                      |                                              |                                              |                                                                                      |                                                                                      |                                                                                      |                                                                                      |                                                                                      |                                                                                      |  |  |  |  |  |  |  |  |  |  |  |  |  |  |  |  |  |  |  |  |  |  |  |  |  |  |  |  |  |  |  |  |  |  |  |  |  |  |  |  |  |  |  |  |  |  |  |  |  |  |  |  |  |  |
|                                                       |                                                       |                                                       |                                                       |                                                       |                                                       |                                           |                                           |                                                         |                                                         |                                                         |                                                         |                                                         |                                                         |                                                   |                                                   |                                                                  |                                                                  |                                                                  |                                                                  |                                                                       |                                                                       |                                                                       |                                                                       |                                                                       |                                                                       |                                                            |                                                            |                                                            |                                                            |                                                       |                                                       |                                                                   |                                                                   |                                                                   |                                                                   |                                                                   |                                                                   |                                                   |                                                   |                                                                                  |                                                                                  |                                                                                  |                                                                                  |                                                                                  |                                                                                  |                                           |                                           |                                                               |                                                               |                                                               |                                                               |                                                               |                                                               |                                               |                                               |                                                |                                                |                                                    |                                                    |                                                                  |                                                                  |                                                                  |                                                                  |                                                                  |                                                                  |                                                                       |                                                                       |                                                                       |                                                                       |                                                                       |                                                                       |                                                                  |                                                                  |                                                                      |                                                                      |                                                                      |                                                                      |                                                                      |                                                                      |                                              |                                              |                                                                                      |                                                                                      |                                                                                      |                                                                                      |                                                                                      |                                                                                      |  |  |  |  |  |  |  |  |  |  |  |  |  |  |  |  |  |  |  |  |  |  |  |  |  |  |  |  |  |  |  |  |  |  |  |  |  |  |  |  |  |  |  |  |  |  |  |  |  |  |  |  |  |  |
| Giovanni Salviati (1490–1553) Cardinal                | Giovanni Salviati (1490–1553) Cardinal                | Giovanni Salviati (1490–1553) Cardinal                | Giovanni Salviati (1490–1553) Cardinal                | Giovanni Salviati (1490–1553) Cardinal                | Giovanni Salviati (1490–1553) Cardinal                |                                           |                                           | Lorenzo Salviati (1492–1539)                            | Lorenzo Salviati (1492–1539)                            | Lorenzo Salviati (1492–1539)                            | Lorenzo Salviati (1492–1539)                            | Lorenzo Salviati (1492–1539)                            | Lorenzo Salviati (1492–1539)                            |                                                   |                                                   | Lourenço II de Médici (1492–1519) Duque de Urbino                | Lourenço II de Médici (1492–1519) Duque de Urbino                | Lourenço II de Médici (1492–1519) Duque de Urbino                | Lourenço II de Médici (1492–1519) Duque de Urbino                | Lourenço II de Médici (1492–1519) Duque de Urbino                     | Lourenço II de Médici (1492–1519) Duque de Urbino                     |                                                                       |                                                                       | Madalena de La Tour de Auvérnia (ca.1495–1519)                        | Madalena de La Tour de Auvérnia (ca.1495–1519)                        | Madalena de La Tour de Auvérnia (ca.1495–1519)             | Madalena de La Tour de Auvérnia (ca.1495–1519)             | Madalena de La Tour de Auvérnia (ca.1495–1519)             | Madalena de La Tour de Auvérnia (ca.1495–1519)             |                                                       |                                                       | Clarisse de Médici (1493–1528) m. Filippo Strozzi, o jovem        | Clarisse de Médici (1493–1528) m. Filippo Strozzi, o jovem        | Clarisse de Médici (1493–1528) m. Filippo Strozzi, o jovem        | Clarisse de Médici (1493–1528) m. Filippo Strozzi, o jovem        | Clarisse de Médici (1493–1528) m. Filippo Strozzi, o jovem        | Clarisse de Médici (1493–1528) m. Filippo Strozzi, o jovem        |                                                   |                                                   | Helena Salviati (1495–1552) m.(1) Pallavicino Pallavicino m.(2) Iacopo V Appiani | Helena Salviati (1495–1552) m.(1) Pallavicino Pallavicino m.(2) Iacopo V Appiani | Helena Salviati (1495–1552) m.(1) Pallavicino Pallavicino m.(2) Iacopo V Appiani | Helena Salviati (1495–1552) m.(1) Pallavicino Pallavicino m.(2) Iacopo V Appiani | Helena Salviati (1495–1552) m.(1) Pallavicino Pallavicino m.(2) Iacopo V Appiani | Helena Salviati (1495–1552) m.(1) Pallavicino Pallavicino m.(2) Iacopo V Appiani |                                           |                                           | Batista Salviati (1498–1524)                                  | Batista Salviati (1498–1524)                                  | Batista Salviati (1498–1524)                                  | Batista Salviati (1498–1524)                                  | Batista Salviati (1498–1524)                                  | Batista Salviati (1498–1524)                                  |                                               |                                               | Luísa Salviati m. Sigismundo de Luna           | Luísa Salviati m. Sigismundo de Luna           | Luísa Salviati m. Sigismundo de Luna               | Luísa Salviati m. Sigismundo de Luna               | Luísa Salviati m. Sigismundo de Luna                             | Luísa Salviati m. Sigismundo de Luna                             |                                                                  |                                                                  | Bernardo Salviati (1508–1568)                                    | Bernardo Salviati (1508–1568)                                    | Bernardo Salviati (1508–1568)                                         | Bernardo Salviati (1508–1568)                                         | Bernardo Salviati (1508–1568)                                         | Bernardo Salviati (1508–1568)                                         |                                                                       |                                                                       |                                                                  |                                                                  | Maria Salviati (1499–1543)                                           | Maria Salviati (1499–1543)                                           | Maria Salviati (1499–1543)                                           | Maria Salviati (1499–1543)                                           | Maria Salviati (1499–1543)                                           | Maria Salviati (1499–1543)                                           |                                              |                                              | Ludovico de Médici (Giovanni dalle Bande Nere) (1498–1526) (Lorenzaccio) (1514–1548) | Ludovico de Médici (Giovanni dalle Bande Nere) (1498–1526) (Lorenzaccio) (1514–1548) | Ludovico de Médici (Giovanni dalle Bande Nere) (1498–1526) (Lorenzaccio) (1514–1548) | Ludovico de Médici (Giovanni dalle Bande Nere) (1498–1526) (Lorenzaccio) (1514–1548) | Ludovico de Médici (Giovanni dalle Bande Nere) (1498–1526) (Lorenzaccio) (1514–1548) | Ludovico de Médici (Giovanni dalle Bande Nere) (1498–1526) (Lorenzaccio) (1514–1548) |  |  |  |  |  |  |  |  |  |  |  |  |  |  |  |  |  |  |  |  |  |  |  |  |  |  |  |  |  |  |  |  |  |  |  |  |  |  |  |  |  |  |  |  |  |  |  |  |  |  |  |  |  |  |
| Giovanni Salviati (1490–1553) Cardinal                | Giovanni Salviati (1490–1553) Cardinal                | Giovanni Salviati (1490–1553) Cardinal                | Giovanni Salviati (1490–1553) Cardinal                | Giovanni Salviati (1490–1553) Cardinal                | Giovanni Salviati (1490–1553) Cardinal                |                                           |                                           | Lorenzo Salviati (1492–1539)                            | Lorenzo Salviati (1492–1539)                            | Lorenzo Salviati (1492–1539)                            | Lorenzo Salviati (1492–1539)                            | Lorenzo Salviati (1492–1539)                            | Lorenzo Salviati (1492–1539)                            |                                                   |                                                   | Lourenço II de Médici (1492–1519) Duque de Urbino                | Lourenço II de Médici (1492–1519) Duque de Urbino                | Lourenço II de Médici (1492–1519) Duque de Urbino                | Lourenço II de Médici (1492–1519) Duque de Urbino                | Lourenço II de Médici (1492–1519) Duque de Urbino                     | Lourenço II de Médici (1492–1519) Duque de Urbino                     |                                                                       |                                                                       | Madalena de La Tour de Auvérnia (ca.1495–1519)                        | Madalena de La Tour de Auvérnia (ca.1495–1519)                        | Madalena de La Tour de Auvérnia (ca.1495–1519)             | Madalena de La Tour de Auvérnia (ca.1495–1519)             | Madalena de La Tour de Auvérnia (ca.1495–1519)             | Madalena de La Tour de Auvérnia (ca.1495–1519)             |                                                       |                                                       | Clarisse de Médici (1493–1528) m. Filippo Strozzi, o jovem        | Clarisse de Médici (1493–1528) m. Filippo Strozzi, o jovem        | Clarisse de Médici (1493–1528) m. Filippo Strozzi, o jovem        | Clarisse de Médici (1493–1528) m. Filippo Strozzi, o jovem        | Clarisse de Médici (1493–1528) m. Filippo Strozzi, o jovem        | Clarisse de Médici (1493–1528) m. Filippo Strozzi, o jovem        |                                                   |                                                   | Helena Salviati (1495–1552) m.(1) Pallavicino Pallavicino m.(2) Iacopo V Appiani | Helena Salviati (1495–1552) m.(1) Pallavicino Pallavicino m.(2) Iacopo V Appiani | Helena Salviati (1495–1552) m.(1) Pallavicino Pallavicino m.(2) Iacopo V Appiani | Helena Salviati (1495–1552) m.(1) Pallavicino Pallavicino m.(2) Iacopo V Appiani | Helena Salviati (1495–1552) m.(1) Pallavicino Pallavicino m.(2) Iacopo V Appiani | Helena Salviati (1495–1552) m.(1) Pallavicino Pallavicino m.(2) Iacopo V Appiani |                                           |                                           | Batista Salviati (1498–1524)                                  | Batista Salviati (1498–1524)                                  | Batista Salviati (1498–1524)                                  | Batista Salviati (1498–1524)                                  | Batista Salviati (1498–1524)                                  | Batista Salviati (1498–1524)                                  |                                               |                                               | Luísa Salviati m. Sigismundo de Luna           | Luísa Salviati m. Sigismundo de Luna           | Luísa Salviati m. Sigismundo de Luna               | Luísa Salviati m. Sigismundo de Luna               | Luísa Salviati m. Sigismundo de Luna                             | Luísa Salviati m. Sigismundo de Luna                             |                                                                  |                                                                  | Bernardo Salviati (1508–1568)                                    | Bernardo Salviati (1508–1568)                                    | Bernardo Salviati (1508–1568)                                         | Bernardo Salviati (1508–1568)                                         | Bernardo Salviati (1508–1568)                                         | Bernardo Salviati (1508–1568)                                         |                                                                       |                                                                       |                                                                  |                                                                  | Maria Salviati (1499–1543)                                           | Maria Salviati (1499–1543)                                           | Maria Salviati (1499–1543)                                           | Maria Salviati (1499–1543)                                           | Maria Salviati (1499–1543)                                           | Maria Salviati (1499–1543)                                           |                                              |                                              | Ludovico de Médici (Giovanni dalle Bande Nere) (1498–1526) (Lorenzaccio) (1514–1548) | Ludovico de Médici (Giovanni dalle Bande Nere) (1498–1526) (Lorenzaccio) (1514–1548) | Ludovico de Médici (Giovanni dalle Bande Nere) (1498–1526) (Lorenzaccio) (1514–1548) | Ludovico de Médici (Giovanni dalle Bande Nere) (1498–1526) (Lorenzaccio) (1514–1548) | Ludovico de Médici (Giovanni dalle Bande Nere) (1498–1526) (Lorenzaccio) (1514–1548) | Ludovico de Médici (Giovanni dalle Bande Nere) (1498–1526) (Lorenzaccio) (1514–1548) |  |  |  |  |  |  |  |  |  |  |  |  |  |  |  |  |  |  |  |  |  |  |  |  |  |  |  |  |  |  |  |  |  |  |  |  |  |  |  |  |  |  |  |  |  |  |  |  |  |  |  |  |  |  |
|                                                       |                                                       |                                                       |                                                       |                                                       |                                                       |                                           |                                           |                                                         |                                                         |                                                         |                                                         |                                                         |                                                         |                                                   |                                                   |                                                                  |                                                                  |                                                                  |                                                                  |                                                                       |                                                                       |                                                                       |                                                                       |                                                                       |                                                                       |                                                            |                                                            |                                                            |                                                            |                                                       |                                                       |                                                                   |                                                                   |                                                                   |                                                                   |                                                                   |                                                                   |                                                   |                                                   |                                                                                  |                                                                                  |                                                                                  |                                                                                  |                                                                                  |                                                                                  |                                           |                                           |                                                               |                                                               |                                                               |                                                               |                                                               |                                                               |                                               |                                               |                                                |                                                |                                                    |                                                    |                                                                  |                                                                  |                                                                  |                                                                  |                                                                  |                                                                  |                                                                       |                                                                       |                                                                       |                                                                       |                                                                       |                                                                       |                                                                  |                                                                  |                                                                      |                                                                      |                                                                      |                                                                      |                                                                      |                                                                      |                                              |                                              |                                                                                      |                                                                                      |                                                                                      |                                                                                      |                                                                                      |                                                                                      |  |  |  |  |  |  |  |  |  |  |  |  |  |  |  |  |  |  |  |  |  |  |  |  |  |  |  |  |  |  |  |  |  |  |  |  |  |  |  |  |  |  |  |  |  |  |  |  |  |  |  |  |  |  |
|                                                       |                                                       |                                                       |                                                       |                                                       |                                                       |                                           |                                           |                                                         |                                                         |                                                         |                                                         |                                                         |                                                         |                                                   |                                                   |                                                                  |                                                                  |                                                                  |                                                                  |                                                                       |                                                                       |                                                                       |                                                                       |                                                                       |                                                                       |                                                            |                                                            |                                                            |                                                            |                                                       |                                                       |                                                                   |                                                                   |                                                                   |                                                                   |                                                                   |                                                                   |                                                   |                                                   |                                                                                  |                                                                                  |                                                                                  |                                                                                  |                                                                                  |                                                                                  |                                           |                                           |                                                               |                                                               |                                                               |                                                               |                                                               |                                                               |                                               |                                               |                                                |                                                |                                                    |                                                    |                                                                  |                                                                  |                                                                  |                                                                  |                                                                  |                                                                  |                                                                       |                                                                       |                                                                       |                                                                       |                                                                       |                                                                       |                                                                  |                                                                  |                                                                      |                                                                      |                                                                      |                                                                      |                                                                      |                                                                      |                                              |                                              |                                                                                      |                                                                                      |                                                                                      |                                                                                      |                                                                                      |                                                                                      |  |  |  |  |  |  |  |  |  |  |  |  |  |  |  |  |  |  |  |  |  |  |  |  |  |  |  |  |  |  |  |  |  |  |  |  |  |  |  |  |  |  |  |  |  |  |  |  |  |  |  |  |  |  |
|                                                       |                                                       |                                                       |                                                       |                                                       |                                                       |                                           |                                           |                                                         |                                                         |                                                         |                                                         |                                                         |                                                         |                                                   |                                                   |                                                                  |                                                                  |                                                                  |                                                                  |                                                                       |                                                                       |                                                                       |                                                                       |                                                                       |                                                                       |                                                            |                                                            |                                                            |                                                            |                                                       |                                                       |                                                                   |                                                                   |                                                                   |                                                                   |                                                                   |                                                                   |                                                   |                                                   |                                                                                  |                                                                                  |                                                                                  |                                                                                  |                                                                                  |                                                                                  |                                           |                                           |                                                               |                                                               |                                                               |                                                               |                                                               |                                                               |                                               |                                               |                                                |                                                |                                                    |                                                    |                                                                  |                                                                  |                                                                  |                                                                  |                                                                  |                                                                  |                                                                       |                                                                       |                                                                       |                                                                       |                                                                       |                                                                       |                                                                  |                                                                  |                                                                      |                                                                      |                                                                      |                                                                      |                                                                      |                                                                      |                                              |                                              |                                                                                      |                                                                                      |                                                                                      |                                                                                      |                                                                                      |                                                                                      |  |  |  |  |  |  |  |  |  |  |  |  |  |  |  |  |  |  |  |  |  |  |  |  |  |  |  |  |  |  |  |  |  |  |  |  |  |  |  |  |  |  |  |  |  |  |  |  |  |  |  |  |  |  |
|                                                       |                                                       |                                                       |                                                       |                                                       |                                                       |                                           |                                           |                                                         |                                                         |                                                         |                                                         |                                                         |                                                         |                                                   |                                                   |                                                                  |                                                                  |                                                                  |                                                                  |                                                                       |                                                                       |                                                                       |                                                                       |                                                                       |                                                                       |                                                            |                                                            |                                                            |                                                            |                                                       |                                                       |                                                                   |                                                                   |                                                                   |                                                                   |                                                                   |                                                                   |                                                   |                                                   |                                                                                  |                                                                                  |                                                                                  |                                                                                  |                                                                                  |                                                                                  |                                           |                                           |                                                               |                                                               |                                                               |                                                               |                                                               |                                                               |                                               |                                               |                                                |                                                |                                                    |                                                    |                                                                  |                                                                  |                                                                  |                                                                  |                                                                  |                                                                  |                                                                       |                                                                       |                                                                       |                                                                       |                                                                       |                                                                       |                                                                  |                                                                  |                                                                      |                                                                      |                                                                      |                                                                      |                                                                      |                                                                      |                                              |                                              |                                                                                      |                                                                                      |                                                                                      |                                                                                      |                                                                                      |                                                                                      |  |  |  |  |  |  |  |  |  |  |  |  |  |  |  |  |  |  |  |  |  |  |  |  |  |  |  |  |  |  |  |  |  |  |  |  |  |  |  |  |  |  |  |  |  |  |  |  |  |  |  |  |  |  |
|                                                       |                                                       |                                                       |                                                       | Francisca Salviati m. Ottaviano de Médici             | Francisca Salviati m. Ottaviano de Médici             | Francisca Salviati m. Ottaviano de Médici | Francisca Salviati m. Ottaviano de Médici | Francisca Salviati m. Ottaviano de Médici               | Francisca Salviati m. Ottaviano de Médici               |                                                         |                                                         | Piero Salviati                                          | Piero Salviati                                          | Piero Salviati                                    | Piero Salviati                                    | Piero Salviati                                                   | Piero Salviati                                                   |                                                                  |                                                                  |                                                                       |                                                                       |                                                                       |                                                                       |                                                                       |                                                                       | Piero Strozzi (1510–1558)                                  | Piero Strozzi (1510–1558)                                  | Piero Strozzi (1510–1558)                                  | Piero Strozzi (1510–1558)                                  | Piero Strozzi (1510–1558)                             | Piero Strozzi (1510–1558)                             |                                                                   |                                                                   | Laudomia de Médici (?–1559)                                       | Laudomia de Médici (?–1559)                                       | Laudomia de Médici (?–1559)                                       | Laudomia de Médici (?–1559)                                       | Laudomia de Médici (?–1559)                       | Laudomia de Médici (?–1559)                       |                                                                                  |                                                                                  | Alamano Salviati (1510–1571)                                                     | Alamano Salviati (1510–1571)                                                     | Alamano Salviati (1510–1571)                                                     | Alamano Salviati (1510–1571)                                                     | Alamano Salviati (1510–1571)              | Alamano Salviati (1510–1571)              |                                                               |                                                               | Lorenzino de Médici (Lorenzaccio) (1514–1548)                 | Lorenzino de Médici (Lorenzaccio) (1514–1548)                 | Lorenzino de Médici (Lorenzaccio) (1514–1548)                 | Lorenzino de Médici (Lorenzaccio) (1514–1548)                 | Lorenzino de Médici (Lorenzaccio) (1514–1548) | Lorenzino de Médici (Lorenzaccio) (1514–1548) |                                                |                                                | Juliano de Médici (ca.1520–1588) Arcebispo de Albi | Juliano de Médici (ca.1520–1588) Arcebispo de Albi | Juliano de Médici (ca.1520–1588) Arcebispo de Albi               | Juliano de Médici (ca.1520–1588) Arcebispo de Albi               | Juliano de Médici (ca.1520–1588) Arcebispo de Albi               | Juliano de Médici (ca.1520–1588) Arcebispo de Albi               |                                                                  |                                                                  | Roberto Strozzi (ca.1512–1566)                                        | Roberto Strozzi (ca.1512–1566)                                        | Roberto Strozzi (ca.1512–1566)                                        | Roberto Strozzi (ca.1512–1566)                                        | Roberto Strozzi (ca.1512–1566)                                        | Roberto Strozzi (ca.1512–1566)                                        |                                                                  |                                                                  | Madalena de Médici (1523–1583)                                       | Madalena de Médici (1523–1583)                                       | Madalena de Médici (1523–1583)                                       | Madalena de Médici (1523–1583)                                       | Madalena de Médici (1523–1583)                                       | Madalena de Médici (1523–1583)                                       |                                              |                                              |                                                                                      |                                                                                      |                                                                                      |                                                                                      |                                                                                      |                                                                                      |  |  |  |  |  |  |  |  |  |  |  |  |  |  |  |  |  |  |  |  |  |  |  |  |  |  |  |  |  |  |  |  |  |  |  |  |  |  |  |  |  |  |  |  |  |  |  |  |  |  |  |  |  |  |
|                                                       |                                                       |                                                       |                                                       | Francisca Salviati m. Ottaviano de Médici             | Francisca Salviati m. Ottaviano de Médici             | Francisca Salviati m. Ottaviano de Médici | Francisca Salviati m. Ottaviano de Médici | Francisca Salviati m. Ottaviano de Médici               | Francisca Salviati m. Ottaviano de Médici               |                                                         |                                                         | Piero Salviati                                          | Piero Salviati                                          | Piero Salviati                                    | Piero Salviati                                    | Piero Salviati                                                   | Piero Salviati                                                   |                                                                  |                                                                  |                                                                       |                                                                       |                                                                       |                                                                       |                                                                       |                                                                       | Piero Strozzi (1510–1558)                                  | Piero Strozzi (1510–1558)                                  | Piero Strozzi (1510–1558)                                  | Piero Strozzi (1510–1558)                                  | Piero Strozzi (1510–1558)                             | Piero Strozzi (1510–1558)                             |                                                                   |                                                                   | Laudomia de Médici (?–1559)                                       | Laudomia de Médici (?–1559)                                       | Laudomia de Médici (?–1559)                                       | Laudomia de Médici (?–1559)                                       | Laudomia de Médici (?–1559)                       | Laudomia de Médici (?–1559)                       |                                                                                  |                                                                                  | Alamano Salviati (1510–1571)                                                     | Alamano Salviati (1510–1571)                                                     | Alamano Salviati (1510–1571)                                                     | Alamano Salviati (1510–1571)                                                     | Alamano Salviati (1510–1571)              | Alamano Salviati (1510–1571)              |                                                               |                                                               | Lorenzino de Médici (Lorenzaccio) (1514–1548)                 | Lorenzino de Médici (Lorenzaccio) (1514–1548)                 | Lorenzino de Médici (Lorenzaccio) (1514–1548)                 | Lorenzino de Médici (Lorenzaccio) (1514–1548)                 | Lorenzino de Médici (Lorenzaccio) (1514–1548) | Lorenzino de Médici (Lorenzaccio) (1514–1548) |                                                |                                                | Juliano de Médici (ca.1520–1588) Arcebispo de Albi | Juliano de Médici (ca.1520–1588) Arcebispo de Albi | Juliano de Médici (ca.1520–1588) Arcebispo de Albi               | Juliano de Médici (ca.1520–1588) Arcebispo de Albi               | Juliano de Médici (ca.1520–1588) Arcebispo de Albi               | Juliano de Médici (ca.1520–1588) Arcebispo de Albi               |                                                                  |                                                                  | Roberto Strozzi (ca.1512–1566)                                        | Roberto Strozzi (ca.1512–1566)                                        | Roberto Strozzi (ca.1512–1566)                                        | Roberto Strozzi (ca.1512–1566)                                        | Roberto Strozzi (ca.1512–1566)                                        | Roberto Strozzi (ca.1512–1566)                                        |                                                                  |                                                                  | Madalena de Médici (1523–1583)                                       | Madalena de Médici (1523–1583)                                       | Madalena de Médici (1523–1583)                                       | Madalena de Médici (1523–1583)                                       | Madalena de Médici (1523–1583)                                       | Madalena de Médici (1523–1583)                                       |                                              |                                              |                                                                                      |                                                                                      |                                                                                      |                                                                                      |                                                                                      |                                                                                      |  |  |  |  |  |  |  |  |  |  |  |  |  |  |  |  |  |  |  |  |  |  |  |  |  |  |  |  |  |  |  |  |  |  |  |  |  |  |  |  |  |  |  |  |  |  |  |  |  |  |  |  |  |  |
|                                                       |                                                       |                                                       |                                                       |                                                       |                                                       |                                           |                                           |                                                         |                                                         |                                                         |                                                         |                                                         |                                                         |                                                   |                                                   |                                                                  |                                                                  |                                                                  |                                                                  |                                                                       |                                                                       |                                                                       |                                                                       |                                                                       |                                                                       |                                                            |                                                            |                                                            |                                                            |                                                       |                                                       |                                                                   |                                                                   |                                                                   |                                                                   |                                                                   |                                                                   |                                                   |                                                   |                                                                                  |                                                                                  |                                                                                  |                                                                                  |                                                                                  |                                                                                  |                                           |                                           |                                                               |                                                               |                                                               |                                                               |                                                               |                                                               |                                               |                                               |                                                |                                                |                                                    |                                                    |                                                                  |                                                                  |                                                                  |                                                                  |                                                                  |                                                                  |                                                                       |                                                                       |                                                                       |                                                                       |                                                                       |                                                                       |                                                                  |                                                                  |                                                                      |                                                                      |                                                                      |                                                                      |                                                                      |                                                                      |                                              |                                              |                                                                                      |                                                                                      |                                                                                      |                                                                                      |                                                                                      |                                                                                      |  |  |  |  |  |  |  |  |  |  |  |  |  |  |  |  |  |  |  |  |  |  |  |  |  |  |  |  |  |  |  |  |  |  |  |  |  |  |  |  |  |  |  |  |  |  |  |  |  |  |  |  |  |  |
|                                                       |                                                       |                                                       |                                                       |                                                       |                                                       |                                           |                                           |                                                         |                                                         |                                                         |                                                         |                                                         |                                                         |                                                   |                                                   |                                                                  |                                                                  |                                                                  |                                                                  |                                                                       |                                                                       |                                                                       |                                                                       |                                                                       |                                                                       |                                                            |                                                            |                                                            |                                                            |                                                       |                                                       |                                                                   |                                                                   |                                                                   |                                                                   |                                                                   |                                                                   |                                                   |                                                   |                                                                                  |                                                                                  |                                                                                  |                                                                                  |                                                                                  |                                                                                  |                                           |                                           |                                                               |                                                               |                                                               |                                                               |                                                               |                                                               |                                               |                                               |                                                |                                                |                                                    |                                                    |                                                                  |                                                                  |                                                                  |                                                                  |                                                                  |                                                                  |                                                                       |                                                                       |                                                                       |                                                                       |                                                                       |                                                                       |                                                                  |                                                                  |                                                                      |                                                                      |                                                                      |                                                                      |                                                                      |                                                                      |                                              |                                              |                                                                                      |                                                                                      |                                                                                      |                                                                                      |                                                                                      |                                                                                      |  |  |  |  |  |  |  |  |  |  |  |  |  |  |  |  |  |  |  |  |  |  |  |  |  |  |  |  |  |  |  |  |  |  |  |  |  |  |  |  |  |  |  |  |  |  |  |  |  |  |  |  |  |  |
| Alexandre Otaviano de Médici (1535–1605) Papa Leão XI | Alexandre Otaviano de Médici (1535–1605) Papa Leão XI | Alexandre Otaviano de Médici (1535–1605) Papa Leão XI | Alexandre Otaviano de Médici (1535–1605) Papa Leão XI | Alexandre Otaviano de Médici (1535–1605) Papa Leão XI | Alexandre Otaviano de Médici (1535–1605) Papa Leão XI |                                           |                                           |                                                         |                                                         |                                                         |                                                         |                                                         |                                                         |                                                   |                                                   | Alexandre de Médici (1510–1537) Duque de Florença                | Alexandre de Médici (1510–1537) Duque de Florença                | Alexandre de Médici (1510–1537) Duque de Florença                | Alexandre de Médici (1510–1537) Duque de Florença                | Alexandre de Médici (1510–1537) Duque de Florença                     | Alexandre de Médici (1510–1537) Duque de Florença                     |                                                                       |                                                                       |                                                                       |                                                                       | Catarina de Médici (1519–1589)                             | Catarina de Médici (1519–1589)                             | Catarina de Médici (1519–1589)                             | Catarina de Médici (1519–1589)                             | Catarina de Médici (1519–1589)                        | Catarina de Médici (1519–1589)                        |                                                                   |                                                                   |                                                                   |                                                                   | Henrique II de França (1519–r.1547–1559)                          | Henrique II de França (1519–r.1547–1559)                          | Henrique II de França (1519–r.1547–1559)          | Henrique II de França (1519–r.1547–1559)          | Henrique II de França (1519–r.1547–1559)                                         | Henrique II de França (1519–r.1547–1559)                                         |                                                                                  |                                                                                  |                                                                                  |                                                                                  |                                           |                                           |                                                               |                                                               |                                                               |                                                               |                                                               |                                                               |                                               |                                               |                                                |                                                |                                                    |                                                    |                                                                  |                                                                  |                                                                  |                                                                  |                                                                  |                                                                  |                                                                       |                                                                       |                                                                       |                                                                       |                                                                       |                                                                       |                                                                  |                                                                  | Cosme I da Toscana (1519–1574) Grão-duque da Toscana                 | Cosme I da Toscana (1519–1574) Grão-duque da Toscana                 | Cosme I da Toscana (1519–1574) Grão-duque da Toscana                 | Cosme I da Toscana (1519–1574) Grão-duque da Toscana                 | Cosme I da Toscana (1519–1574) Grão-duque da Toscana                 | Cosme I da Toscana (1519–1574) Grão-duque da Toscana                 |                                              |                                              |                                                                                      |                                                                                      |                                                                                      |                                                                                      |                                                                                      |                                                                                      |  |  |  |  |  |  |  |  |  |  |  |  |  |  |  |  |  |  |  |  |  |  |  |  |  |  |  |  |  |  |  |  |  |  |  |  |  |  |  |  |  |  |  |  |  |  |  |  |  |  |  |  |  |  |
| Alexandre Otaviano de Médici (1535–1605) Papa Leão XI | Alexandre Otaviano de Médici (1535–1605) Papa Leão XI | Alexandre Otaviano de Médici (1535–1605) Papa Leão XI | Alexandre Otaviano de Médici (1535–1605) Papa Leão XI | Alexandre Otaviano de Médici (1535–1605) Papa Leão XI | Alexandre Otaviano de Médici (1535–1605) Papa Leão XI |                                           |                                           |                                                         |                                                         |                                                         |                                                         |                                                         |                                                         |                                                   |                                                   | Alexandre de Médici (1510–1537) Duque de Florença                | Alexandre de Médici (1510–1537) Duque de Florença                | Alexandre de Médici (1510–1537) Duque de Florença                | Alexandre de Médici (1510–1537) Duque de Florença                | Alexandre de Médici (1510–1537) Duque de Florença                     | Alexandre de Médici (1510–1537) Duque de Florença                     |                                                                       |                                                                       |                                                                       |                                                                       | Catarina de Médici (1519–1589)                             | Catarina de Médici (1519–1589)                             | Catarina de Médici (1519–1589)                             | Catarina de Médici (1519–1589)                             | Catarina de Médici (1519–1589)                        | Catarina de Médici (1519–1589)                        |                                                                   |                                                                   |                                                                   |                                                                   | Henrique II de França (1519–r.1547–1559)                          | Henrique II de França (1519–r.1547–1559)                          | Henrique II de França (1519–r.1547–1559)          | Henrique II de França (1519–r.1547–1559)          | Henrique II de França (1519–r.1547–1559)                                         | Henrique II de França (1519–r.1547–1559)                                         |                                                                                  |                                                                                  |                                                                                  |                                                                                  |                                           |                                           |                                                               |                                                               |                                                               |                                                               |                                                               |                                                               |                                               |                                               |                                                |                                                |                                                    |                                                    |                                                                  |                                                                  |                                                                  |                                                                  |                                                                  |                                                                  |                                                                       |                                                                       |                                                                       |                                                                       |                                                                       |                                                                       |                                                                  |                                                                  | Cosme I da Toscana (1519–1574) Grão-duque da Toscana                 | Cosme I da Toscana (1519–1574) Grão-duque da Toscana                 | Cosme I da Toscana (1519–1574) Grão-duque da Toscana                 | Cosme I da Toscana (1519–1574) Grão-duque da Toscana                 | Cosme I da Toscana (1519–1574) Grão-duque da Toscana                 | Cosme I da Toscana (1519–1574) Grão-duque da Toscana                 |                                              |                                              |                                                                                      |                                                                                      |                                                                                      |                                                                                      |                                                                                      |                                                                                      |  |  |  |  |  |  |  |  |  |  |  |  |  |  |  |  |  |  |  |  |  |  |  |  |  |  |  |  |  |  |  |  |  |  |  |  |  |  |  |  |  |  |  |  |  |  |  |  |  |  |  |  |  |  |
|                                                       |                                                       |                                                       |                                                       |                                                       |                                                       |                                           |                                           |                                                         |                                                         |                                                         |                                                         |                                                         |                                                         |                                                   |                                                   |                                                                  |                                                                  |                                                                  |                                                                  |                                                                       |                                                                       |                                                                       |                                                                       |                                                                       |                                                                       |                                                            |                                                            |                                                            |                                                            |                                                       |                                                       |                                                                   |                                                                   |                                                                   |                                                                   |                                                                   |                                                                   |                                                   |                                                   |                                                                                  |                                                                                  |                                                                                  |                                                                                  |                                                                                  |                                                                                  |                                           |                                           |                                                               |                                                               |                                                               |                                                               |                                                               |                                                               |                                               |                                               |                                                |                                                |                                                    |                                                    |                                                                  |                                                                  |                                                                  |                                                                  |                                                                  |                                                                  |                                                                       |                                                                       |                                                                       |                                                                       |                                                                       |                                                                       |                                                                  |                                                                  |                                                                      |                                                                      |                                                                      |                                                                      |                                                                      |                                                                      |                                              |                                              |                                                                                      |                                                                                      |                                                                                      |                                                                                      |                                                                                      |                                                                                      |  |  |  |  |  |  |  |  |  |  |  |  |  |  |  |  |  |  |  |  |  |  |  |  |  |  |  |  |  |  |  |  |  |  |  |  |  |  |  |  |  |  |  |  |  |  |  |  |  |  |  |  |  |  |
|                                                       |                                                       |                                                       |                                                       |                                                       |                                                       |                                           |                                           |                                                         |                                                         |                                                         |                                                         |                                                         |                                                         |                                                   |                                                   |                                                                  |                                                                  |                                                                  |                                                                  |                                                                       |                                                                       |                                                                       |                                                                       |                                                                       |                                                                       |                                                            |                                                            |                                                            |                                                            |                                                       |                                                       |                                                                   |                                                                   |                                                                   |                                                                   |                                                                   |                                                                   |                                                   |                                                   |                                                                                  |                                                                                  |                                                                                  |                                                                                  |                                                                                  |                                                                                  |                                           |                                           |                                                               |                                                               |                                                               |                                                               |                                                               |                                                               |                                               |                                               |                                                |                                                |                                                    |                                                    |                                                                  |                                                                  |                                                                  |                                                                  |                                                                  |                                                                  |                                                                       |                                                                       |                                                                       |                                                                       |                                                                       |                                                                       |                                                                  |                                                                  |                                                                      |                                                                      |                                                                      |                                                                      |                                                                      |                                                                      |                                              |                                              |                                                                                      |                                                                                      |                                                                                      |                                                                                      |                                                                                      |                                                                                      |  |  |  |  |  |  |  |  |  |  |  |  |  |  |  |  |  |  |  |  |  |  |  |  |  |  |  |  |  |  |  |  |  |  |  |  |  |  |  |  |  |  |  |  |  |  |  |  |  |  |  |  |  |  |
|                                                       |                                                       |                                                       |                                                       |                                                       |                                                       |                                           |                                           |                                                         |                                                         |                                                         |                                                         |                                                         |                                                         |                                                   |                                                   |                                                                  |                                                                  |                                                                  |                                                                  |                                                                       |                                                                       |                                                                       |                                                                       |                                                                       |                                                                       |                                                            |                                                            |                                                            |                                                            |                                                       |                                                       |                                                                   |                                                                   |                                                                   |                                                                   |                                                                   |                                                                   |                                                   |                                                   |                                                                                  |                                                                                  |                                                                                  |                                                                                  |                                                                                  |                                                                                  |                                           |                                           |                                                               |                                                               |                                                               |                                                               |                                                               |                                                               |                                               |                                               |                                                |                                                |                                                    |                                                    |                                                                  |                                                                  |                                                                  |                                                                  |                                                                  |                                                                  |                                                                       |                                                                       |                                                                       |                                                                       |                                                                       |                                                                       |                                                                  |                                                                  |                                                                      |                                                                      |                                                                      |                                                                      |                                                                      |                                                                      |                                              |                                              |                                                                                      |                                                                                      |                                                                                      |                                                                                      |                                                                                      |                                                                                      |  |  |  |  |  |  |  |  |  |  |  |  |  |  |  |  |  |  |  |  |  |  |  |  |  |  |  |  |  |  |  |  |  |  |  |  |  |  |  |  |  |  |  |  |  |  |  |  |  |  |  |  |  |  |
|                                                       |                                                       |                                                       |                                                       |                                                       |                                                       |                                           |                                           |                                                         |                                                         |                                                         |                                                         |                                                         |                                                         |                                                   |                                                   |                                                                  |                                                                  |                                                                  |                                                                  |                                                                       |                                                                       |                                                                       |                                                                       |                                                                       |                                                                       |                                                            |                                                            |                                                            |                                                            |                                                       |                                                       |                                                                   |                                                                   |                                                                   |                                                                   |                                                                   |                                                                   |                                                   |                                                   |                                                                                  |                                                                                  |                                                                                  |                                                                                  |                                                                                  |                                                                                  |                                           |                                           |                                                               |                                                               |                                                               |                                                               |                                                               |                                                               |                                               |                                               |                                                |                                                |                                                    |                                                    |                                                                  |                                                                  |                                                                  |                                                                  |                                                                  |                                                                  |                                                                       |                                                                       |                                                                       |                                                                       |                                                                       |                                                                       |                                                                  |                                                                  |                                                                      |                                                                      |                                                                      |                                                                      |                                                                      |                                                                      |                                              |                                              |                                                                                      |                                                                                      |                                                                                      |                                                                                      |                                                                                      |                                                                                      |  |  |  |  |  |  |  |  |  |  |  |  |  |  |  |  |  |  |  |  |  |  |  |  |  |  |  |  |  |  |  |  |  |  |  |  |  |  |  |  |  |  |  |  |  |  |  |  |  |  |  |  |  |  |
|                                                       |                                                       |                                                       |                                                       |                                                       |                                                       | Bernadeto de Médici                       | Bernadeto de Médici                       | Bernadeto de Médici                                     | Bernadeto de Médici                                     | Bernadeto de Médici                                     | Bernadeto de Médici                                     |                                                         |                                                         | Júlia de Médici (ca.1535–ca.1588)                 | Júlia de Médici (ca.1535–ca.1588)                 | Júlia de Médici (ca.1535–ca.1588)                                | Júlia de Médici (ca.1535–ca.1588)                                | Júlia de Médici (ca.1535–ca.1588)                                | Júlia de Médici (ca.1535–ca.1588)                                |                                                                       |                                                                       | Porzia de Médici (1538–1565)                                          | Porzia de Médici (1538–1565)                                          | Porzia de Médici (1538–1565)                                          | Porzia de Médici (1538–1565)                                          | Porzia de Médici (1538–1565)                               | Porzia de Médici (1538–1565)                               |                                                            |                                                            | Francisco II de França (1544–r.1559–1560)             | Francisco II de França (1544–r.1559–1560)             | Francisco II de França (1544–r.1559–1560)                         | Francisco II de França (1544–r.1559–1560)                         | Francisco II de França (1544–r.1559–1560)                         | Francisco II de França (1544–r.1559–1560)                         |                                                                   |                                                                   | Carlos IX de França (1550–r.1560–1574)            | Carlos IX de França (1550–r.1560–1574)            | Carlos IX de França (1550–r.1560–1574)                                           | Carlos IX de França (1550–r.1560–1574)                                           | Carlos IX de França (1550–r.1560–1574)                                           | Carlos IX de França (1550–r.1560–1574)                                           |                                                                                  |                                                                                  | Henrique III de França (1551–r.1574–1589) | Henrique III de França (1551–r.1574–1589) | Henrique III de França (1551–r.1574–1589)                     | Henrique III de França (1551–r.1574–1589)                     | Henrique III de França (1551–r.1574–1589)                     | Henrique III de França (1551–r.1574–1589)                     |                                                               |                                                               | Francisco, Duque de Anjou (1555–1584)         | Francisco, Duque de Anjou (1555–1584)         | Francisco, Duque de Anjou (1555–1584)          | Francisco, Duque de Anjou (1555–1584)          | Francisco, Duque de Anjou (1555–1584)              | Francisco, Duque de Anjou (1555–1584)              |                                                                  |                                                                  | Francisco I de Médici (1541–1587) Grão-Duque da Toscana          | Francisco I de Médici (1541–1587) Grão-Duque da Toscana          | Francisco I de Médici (1541–1587) Grão-Duque da Toscana          | Francisco I de Médici (1541–1587) Grão-Duque da Toscana          | Francisco I de Médici (1541–1587) Grão-Duque da Toscana               | Francisco I de Médici (1541–1587) Grão-Duque da Toscana               |                                                                       |                                                                       | Cláudia de Valois (1547–1575) m. Carlos III da Lorena                 | Cláudia de Valois (1547–1575) m. Carlos III da Lorena                 | Cláudia de Valois (1547–1575) m. Carlos III da Lorena            | Cláudia de Valois (1547–1575) m. Carlos III da Lorena            | Cláudia de Valois (1547–1575) m. Carlos III da Lorena                | Cláudia de Valois (1547–1575) m. Carlos III da Lorena                |                                                                      |                                                                      |                                                                      |                                                                      |                                              |                                              |                                                                                      |                                                                                      |                                                                                      |                                                                                      |                                                                                      |                                                                                      |  |  |  |  |  |  |  |  |  |  |  |  |  |  |  |  |  |  |  |  |  |  |  |  |  |  |  |  |  |  |  |  |  |  |  |  |  |  |  |  |  |  |  |  |  |  |  |  |  |  |  |  |  |  |
|                                                       |                                                       |                                                       |                                                       |                                                       |                                                       | Bernadeto de Médici                       | Bernadeto de Médici                       | Bernadeto de Médici                                     | Bernadeto de Médici                                     | Bernadeto de Médici                                     | Bernadeto de Médici                                     |                                                         |                                                         | Júlia de Médici (ca.1535–ca.1588)                 | Júlia de Médici (ca.1535–ca.1588)                 | Júlia de Médici (ca.1535–ca.1588)                                | Júlia de Médici (ca.1535–ca.1588)                                | Júlia de Médici (ca.1535–ca.1588)                                | Júlia de Médici (ca.1535–ca.1588)                                |                                                                       |                                                                       | Porzia de Médici (1538–1565)                                          | Porzia de Médici (1538–1565)                                          | Porzia de Médici (1538–1565)                                          | Porzia de Médici (1538–1565)                                          | Porzia de Médici (1538–1565)                               | Porzia de Médici (1538–1565)                               |                                                            |                                                            | Francisco II de França (1544–r.1559–1560)             | Francisco II de França (1544–r.1559–1560)             | Francisco II de França (1544–r.1559–1560)                         | Francisco II de França (1544–r.1559–1560)                         | Francisco II de França (1544–r.1559–1560)                         | Francisco II de França (1544–r.1559–1560)                         |                                                                   |                                                                   | Carlos IX de França (1550–r.1560–1574)            | Carlos IX de França (1550–r.1560–1574)            | Carlos IX de França (1550–r.1560–1574)                                           | Carlos IX de França (1550–r.1560–1574)                                           | Carlos IX de França (1550–r.1560–1574)                                           | Carlos IX de França (1550–r.1560–1574)                                           |                                                                                  |                                                                                  | Henrique III de França (1551–r.1574–1589) | Henrique III de França (1551–r.1574–1589) | Henrique III de França (1551–r.1574–1589)                     | Henrique III de França (1551–r.1574–1589)                     | Henrique III de França (1551–r.1574–1589)                     | Henrique III de França (1551–r.1574–1589)                     |                                                               |                                                               | Francisco, Duque de Anjou (1555–1584)         | Francisco, Duque de Anjou (1555–1584)         | Francisco, Duque de Anjou (1555–1584)          | Francisco, Duque de Anjou (1555–1584)          | Francisco, Duque de Anjou (1555–1584)              | Francisco, Duque de Anjou (1555–1584)              |                                                                  |                                                                  | Francisco I de Médici (1541–1587) Grão-Duque da Toscana          | Francisco I de Médici (1541–1587) Grão-Duque da Toscana          | Francisco I de Médici (1541–1587) Grão-Duque da Toscana          | Francisco I de Médici (1541–1587) Grão-Duque da Toscana          | Francisco I de Médici (1541–1587) Grão-Duque da Toscana               | Francisco I de Médici (1541–1587) Grão-Duque da Toscana               |                                                                       |                                                                       | Cláudia de Valois (1547–1575) m. Carlos III da Lorena                 | Cláudia de Valois (1547–1575) m. Carlos III da Lorena                 | Cláudia de Valois (1547–1575) m. Carlos III da Lorena            | Cláudia de Valois (1547–1575) m. Carlos III da Lorena            | Cláudia de Valois (1547–1575) m. Carlos III da Lorena                | Cláudia de Valois (1547–1575) m. Carlos III da Lorena                |                                                                      |                                                                      |                                                                      |                                                                      |                                              |                                              |                                                                                      |                                                                                      |                                                                                      |                                                                                      |                                                                                      |                                                                                      |  |  |  |  |  |  |  |  |  |  |  |  |  |  |  |  |  |  |  |  |  |  |  |  |  |  |  |  |  |  |  |  |  |  |  |  |  |  |  |  |  |  |  |  |  |  |  |  |  |  |  |  |  |  |
|                                                       |                                                       |                                                       |                                                       |                                                       |                                                       |                                           |                                           |                                                         |                                                         |                                                         |                                                         |                                                         |                                                         |                                                   |                                                   |                                                                  |                                                                  |                                                                  |                                                                  |                                                                       |                                                                       |                                                                       |                                                                       |                                                                       |                                                                       |                                                            |                                                            |                                                            |                                                            |                                                       |                                                       |                                                                   |                                                                   |                                                                   |                                                                   |                                                                   |                                                                   |                                                   |                                                   |                                                                                  |                                                                                  |                                                                                  |                                                                                  |                                                                                  |                                                                                  |                                           |                                           |                                                               |                                                               |                                                               |                                                               |                                                               |                                                               |                                               |                                               |                                                |                                                |                                                    |                                                    |                                                                  |                                                                  |                                                                  |                                                                  |                                                                  |                                                                  |                                                                       |                                                                       |                                                                       |                                                                       |                                                                       |                                                                       |                                                                  |                                                                  |                                                                      |                                                                      |                                                                      |                                                                      |                                                                      |                                                                      |                                              |                                              |                                                                                      |                                                                                      |                                                                                      |                                                                                      |                                                                                      |                                                                                      |  |  |  |  |  |  |  |  |  |  |  |  |  |  |  |  |  |  |  |  |  |  |  |  |  |  |  |  |  |  |  |  |  |  |  |  |  |  |  |  |  |  |  |  |  |  |  |  |  |  |  |  |  |  |
|                                                       |                                                       | Júlio de Médici (ca.1533–1600)                        | Júlio de Médici (ca.1533–1600)                        | Júlio de Médici (ca.1533–1600)                        | Júlio de Médici (ca.1533–1600)                        | Júlio de Médici (ca.1533–1600)            | Júlio de Médici (ca.1533–1600)            |                                                         |                                                         | Alexandre de Médici (1560–1606)                         | Alexandre de Médici (1560–1606)                         | Alexandre de Médici (1560–1606)                         | Alexandre de Médici (1560–1606)                         | Alexandre de Médici (1560–1606)                   | Alexandre de Médici (1560–1606)                   |                                                                  |                                                                  |                                                                  |                                                                  |                                                                       |                                                                       |                                                                       |                                                                       |                                                                       |                                                                       | Filipe II de Espanha (1527–r.1556–1598)                    | Filipe II de Espanha (1527–r.1556–1598)                    | Filipe II de Espanha (1527–r.1556–1598)                    | Filipe II de Espanha (1527–r.1556–1598)                    | Filipe II de Espanha (1527–r.1556–1598)               | Filipe II de Espanha (1527–r.1556–1598)               |                                                                   |                                                                   | Isabel de Valois (1545–1568)                                      | Isabel de Valois (1545–1568)                                      | Isabel de Valois (1545–1568)                                      | Isabel de Valois (1545–1568)                                      | Isabel de Valois (1545–1568)                      | Isabel de Valois (1545–1568)                      |                                                                                  |                                                                                  | Margarida de Valois (1553–1615)                                                  | Margarida de Valois (1553–1615)                                                  | Margarida de Valois (1553–1615)                                                  | Margarida de Valois (1553–1615)                                                  | Margarida de Valois (1553–1615)           | Margarida de Valois (1553–1615)           |                                                               |                                                               | Henrique IV de França (1553–r.1589–1610)                      | Henrique IV de França (1553–r.1589–1610)                      | Henrique IV de França (1553–r.1589–1610)                      | Henrique IV de França (1553–r.1589–1610)                      | Henrique IV de França (1553–r.1589–1610)      | Henrique IV de França (1553–r.1589–1610)      |                                                |                                                |                                                    |                                                    |                                                                  |                                                                  | Maria de Médici (1575–1642)                                      | Maria de Médici (1575–1642)                                      | Maria de Médici (1575–1642)                                      | Maria de Médici (1575–1642)                                      | Maria de Médici (1575–1642)                                           | Maria de Médici (1575–1642)                                           |                                                                       |                                                                       | Cristina de Lorena (1565–1637)                                        | Cristina de Lorena (1565–1637)                                        | Cristina de Lorena (1565–1637)                                   | Cristina de Lorena (1565–1637)                                   | Cristina de Lorena (1565–1637)                                       | Cristina de Lorena (1565–1637)                                       |                                                                      |                                                                      | Fernando I (1549–1609) Grão-Duque da Toscana                         | Fernando I (1549–1609) Grão-Duque da Toscana                         | Fernando I (1549–1609) Grão-Duque da Toscana | Fernando I (1549–1609) Grão-Duque da Toscana | Fernando I (1549–1609) Grão-Duque da Toscana                                         | Fernando I (1549–1609) Grão-Duque da Toscana                                         |                                                                                      |                                                                                      |                                                                                      |                                                                                      |  |  |  |  |  |  |  |  |  |  |  |  |  |  |  |  |  |  |  |  |  |  |  |  |  |  |  |  |  |  |  |  |  |  |  |  |  |  |  |  |  |  |  |  |  |  |  |  |  |  |  |  |  |  |
|                                                       |                                                       | Júlio de Médici (ca.1533–1600)                        | Júlio de Médici (ca.1533–1600)                        | Júlio de Médici (ca.1533–1600)                        | Júlio de Médici (ca.1533–1600)                        | Júlio de Médici (ca.1533–1600)            | Júlio de Médici (ca.1533–1600)            |                                                         |                                                         | Alexandre de Médici (1560–1606)                         | Alexandre de Médici (1560–1606)                         | Alexandre de Médici (1560–1606)                         | Alexandre de Médici (1560–1606)                         | Alexandre de Médici (1560–1606)                   | Alexandre de Médici (1560–1606)                   |                                                                  |                                                                  |                                                                  |                                                                  |                                                                       |                                                                       |                                                                       |                                                                       |                                                                       |                                                                       | Filipe II de Espanha (1527–r.1556–1598)                    | Filipe II de Espanha (1527–r.1556–1598)                    | Filipe II de Espanha (1527–r.1556–1598)                    | Filipe II de Espanha (1527–r.1556–1598)                    | Filipe II de Espanha (1527–r.1556–1598)               | Filipe II de Espanha (1527–r.1556–1598)               |                                                                   |                                                                   | Isabel de Valois (1545–1568)                                      | Isabel de Valois (1545–1568)                                      | Isabel de Valois (1545–1568)                                      | Isabel de Valois (1545–1568)                                      | Isabel de Valois (1545–1568)                      | Isabel de Valois (1545–1568)                      |                                                                                  |                                                                                  | Margarida de Valois (1553–1615)                                                  | Margarida de Valois (1553–1615)                                                  | Margarida de Valois (1553–1615)                                                  | Margarida de Valois (1553–1615)                                                  | Margarida de Valois (1553–1615)           | Margarida de Valois (1553–1615)           |                                                               |                                                               | Henrique IV de França (1553–r.1589–1610)                      | Henrique IV de França (1553–r.1589–1610)                      | Henrique IV de França (1553–r.1589–1610)                      | Henrique IV de França (1553–r.1589–1610)                      | Henrique IV de França (1553–r.1589–1610)      | Henrique IV de França (1553–r.1589–1610)      |                                                |                                                |                                                    |                                                    |                                                                  |                                                                  | Maria de Médici (1575–1642)                                      | Maria de Médici (1575–1642)                                      | Maria de Médici (1575–1642)                                      | Maria de Médici (1575–1642)                                      | Maria de Médici (1575–1642)                                           | Maria de Médici (1575–1642)                                           |                                                                       |                                                                       | Cristina de Lorena (1565–1637)                                        | Cristina de Lorena (1565–1637)                                        | Cristina de Lorena (1565–1637)                                   | Cristina de Lorena (1565–1637)                                   | Cristina de Lorena (1565–1637)                                       | Cristina de Lorena (1565–1637)                                       |                                                                      |                                                                      | Fernando I (1549–1609) Grão-Duque da Toscana                         | Fernando I (1549–1609) Grão-Duque da Toscana                         | Fernando I (1549–1609) Grão-Duque da Toscana | Fernando I (1549–1609) Grão-Duque da Toscana | Fernando I (1549–1609) Grão-Duque da Toscana                                         | Fernando I (1549–1609) Grão-Duque da Toscana                                         |                                                                                      |                                                                                      |                                                                                      |                                                                                      |  |  |  |  |  |  |  |  |  |  |  |  |  |  |  |  |  |  |  |  |  |  |  |  |  |  |  |  |  |  |  |  |  |  |  |  |  |  |  |  |  |  |  |  |  |  |  |  |  |  |  |  |  |  |
|                                                       |                                                       |                                                       |                                                       |                                                       |                                                       |                                           |                                           |                                                         |                                                         |                                                         |                                                         |                                                         |                                                         |                                                   |                                                   |                                                                  |                                                                  |                                                                  |                                                                  |                                                                       |                                                                       |                                                                       |                                                                       |                                                                       |                                                                       |                                                            |                                                            |                                                            |                                                            |                                                       |                                                       |                                                                   |                                                                   |                                                                   |                                                                   |                                                                   |                                                                   |                                                   |                                                   |                                                                                  |                                                                                  |                                                                                  |                                                                                  |                                                                                  |                                                                                  |                                           |                                           |                                                               |                                                               |                                                               |                                                               |                                                               |                                                               |                                               |                                               |                                                |                                                |                                                    |                                                    |                                                                  |                                                                  |                                                                  |                                                                  |                                                                  |                                                                  |                                                                       |                                                                       |                                                                       |                                                                       |                                                                       |                                                                       |                                                                  |                                                                  |                                                                      |                                                                      |                                                                      |                                                                      |                                                                      |                                                                      |                                              |                                              |                                                                                      |                                                                                      |                                                                                      |                                                                                      |                                                                                      |                                                                                      |  |  |  |  |  |  |  |  |  |  |  |  |  |  |  |  |  |  |  |  |  |  |  |  |  |  |  |  |  |  |  |  |  |  |  |  |  |  |  |  |  |  |  |  |  |  |  |  |  |  |  |  |  |  |
|                                                       |                                                       |                                                       |                                                       |                                                       |                                                       |                                           |                                           |                                                         |                                                         |                                                         |                                                         |                                                         |                                                         |                                                   |                                                   |                                                                  |                                                                  |                                                                  |                                                                  |                                                                       |                                                                       |                                                                       |                                                                       |                                                                       |                                                                       |                                                            |                                                            |                                                            |                                                            |                                                       |                                                       |                                                                   |                                                                   |                                                                   |                                                                   |                                                                   |                                                                   |                                                   |                                                   |                                                                                  |                                                                                  |                                                                                  |                                                                                  |                                                                                  |                                                                                  |                                           |                                           |                                                               |                                                               |                                                               |                                                               |                                                               |                                                               |                                               |                                               |                                                |                                                |                                                    |                                                    |                                                                  |                                                                  |                                                                  |                                                                  |                                                                  |                                                                  |                                                                       |                                                                       |                                                                       |                                                                       |                                                                       |                                                                       |                                                                  |                                                                  |                                                                      |                                                                      |                                                                      |                                                                      |                                                                      |                                                                      |                                              |                                              |                                                                                      |                                                                                      |                                                                                      |                                                                                      |                                                                                      |                                                                                      |  |  |  |  |  |  |  |  |  |  |  |  |  |  |  |  |  |  |  |  |  |  |  |  |  |  |  |  |  |  |  |  |  |  |  |  |  |  |  |  |  |  |  |  |  |  |  |  |  |  |  |  |  |  |
| Catarina de Médici (?–1634)                           | Catarina de Médici (?–1634)                           | Catarina de Médici (?–1634)                           | Catarina de Médici (?–1634)                           | Catarina de Médici (?–1634)                           | Catarina de Médici (?–1634)                           |                                           |                                           | Cosme de Médici (ca.1550–ca.1630                        | Cosme de Médici (ca.1550–ca.1630                        | Cosme de Médici (ca.1550–ca.1630                        | Cosme de Médici (ca.1550–ca.1630                        | Cosme de Médici (ca.1550–ca.1630                        | Cosme de Médici (ca.1550–ca.1630                        |                                                   |                                                   | Juliano de Médici                                                | Juliano de Médici                                                | Juliano de Médici                                                | Juliano de Médici                                                | Juliano de Médici                                                     | Juliano de Médici                                                     |                                                                       |                                                                       |                                                                       |                                                                       | Filipe III de Espanha (1578–r.1598–1621)                   | Filipe III de Espanha (1578–r.1598–1621)                   | Filipe III de Espanha (1578–r.1598–1621)                   | Filipe III de Espanha (1578–r.1598–1621)                   | Filipe III de Espanha (1578–r.1598–1621)              | Filipe III de Espanha (1578–r.1598–1621)              |                                                                   |                                                                   |                                                                   |                                                                   |                                                                   |                                                                   |                                                   |                                                   |                                                                                  |                                                                                  |                                                                                  |                                                                                  |                                                                                  |                                                                                  |                                           |                                           | Cristina da França (1606–1663) m. Victor Amadeus I de Saboia  | Cristina da França (1606–1663) m. Victor Amadeus I de Saboia  | Cristina da França (1606–1663) m. Victor Amadeus I de Saboia  | Cristina da França (1606–1663) m. Victor Amadeus I de Saboia  | Cristina da França (1606–1663) m. Victor Amadeus I de Saboia  | Cristina da França (1606–1663) m. Victor Amadeus I de Saboia  |                                               |                                               | Nicolau Henrique, Duque de Orleães (1607–1611) | Nicolau Henrique, Duque de Orleães (1607–1611) | Nicolau Henrique, Duque de Orleães (1607–1611)     | Nicolau Henrique, Duque de Orleães (1607–1611)     | Nicolau Henrique, Duque de Orleães (1607–1611)                   | Nicolau Henrique, Duque de Orleães (1607–1611)                   |                                                                  |                                                                  | Gastão, Duque de Orleães (1608–1660)                             | Gastão, Duque de Orleães (1608–1660)                             | Gastão, Duque de Orleães (1608–1660)                                  | Gastão, Duque de Orleães (1608–1660)                                  | Gastão, Duque de Orleães (1608–1660)                                  | Gastão, Duque de Orleães (1608–1660)                                  |                                                                       |                                                                       | Henriqueta Maria de França (1609–1669) m. Carlos I de Inglaterra | Henriqueta Maria de França (1609–1669) m. Carlos I de Inglaterra | Henriqueta Maria de França (1609–1669) m. Carlos I de Inglaterra     | Henriqueta Maria de França (1609–1669) m. Carlos I de Inglaterra     | Henriqueta Maria de França (1609–1669) m. Carlos I de Inglaterra     | Henriqueta Maria de França (1609–1669) m. Carlos I de Inglaterra     |                                                                      |                                                                      |                                              |                                              | Cosme II de Médici (1590-1621) Grão-Duque da Toscana                                 | Cosme II de Médici (1590-1621) Grão-Duque da Toscana                                 | Cosme II de Médici (1590-1621) Grão-Duque da Toscana                                 | Cosme II de Médici (1590-1621) Grão-Duque da Toscana                                 | Cosme II de Médici (1590-1621) Grão-Duque da Toscana                                 | Cosme II de Médici (1590-1621) Grão-Duque da Toscana                                 |  |  |  |  |  |  |  |  |  |  |  |  |  |  |  |  |  |  |  |  |  |  |  |  |  |  |  |  |  |  |  |  |  |  |  |  |  |  |  |  |  |  |  |  |  |  |  |  |  |  |  |  |  |  |
| Catarina de Médici (?–1634)                           | Catarina de Médici (?–1634)                           | Catarina de Médici (?–1634)                           | Catarina de Médici (?–1634)                           | Catarina de Médici (?–1634)                           | Catarina de Médici (?–1634)                           |                                           |                                           | Cosme de Médici (ca.1550–ca.1630                        | Cosme de Médici (ca.1550–ca.1630                        | Cosme de Médici (ca.1550–ca.1630                        | Cosme de Médici (ca.1550–ca.1630                        | Cosme de Médici (ca.1550–ca.1630                        | Cosme de Médici (ca.1550–ca.1630                        |                                                   |                                                   | Juliano de Médici                                                | Juliano de Médici                                                | Juliano de Médici                                                | Juliano de Médici                                                | Juliano de Médici                                                     | Juliano de Médici                                                     |                                                                       |                                                                       |                                                                       |                                                                       | Filipe III de Espanha (1578–r.1598–1621)                   | Filipe III de Espanha (1578–r.1598–1621)                   | Filipe III de Espanha (1578–r.1598–1621)                   | Filipe III de Espanha (1578–r.1598–1621)                   | Filipe III de Espanha (1578–r.1598–1621)              | Filipe III de Espanha (1578–r.1598–1621)              |                                                                   |                                                                   |                                                                   |                                                                   |                                                                   |                                                                   |                                                   |                                                   |                                                                                  |                                                                                  |                                                                                  |                                                                                  |                                                                                  |                                                                                  |                                           |                                           | Cristina da França (1606–1663) m. Victor Amadeus I de Saboia  | Cristina da França (1606–1663) m. Victor Amadeus I de Saboia  | Cristina da França (1606–1663) m. Victor Amadeus I de Saboia  | Cristina da França (1606–1663) m. Victor Amadeus I de Saboia  | Cristina da França (1606–1663) m. Victor Amadeus I de Saboia  | Cristina da França (1606–1663) m. Victor Amadeus I de Saboia  |                                               |                                               | Nicolau Henrique, Duque de Orleães (1607–1611) | Nicolau Henrique, Duque de Orleães (1607–1611) | Nicolau Henrique, Duque de Orleães (1607–1611)     | Nicolau Henrique, Duque de Orleães (1607–1611)     | Nicolau Henrique, Duque de Orleães (1607–1611)                   | Nicolau Henrique, Duque de Orleães (1607–1611)                   |                                                                  |                                                                  | Gastão, Duque de Orleães (1608–1660)                             | Gastão, Duque de Orleães (1608–1660)                             | Gastão, Duque de Orleães (1608–1660)                                  | Gastão, Duque de Orleães (1608–1660)                                  | Gastão, Duque de Orleães (1608–1660)                                  | Gastão, Duque de Orleães (1608–1660)                                  |                                                                       |                                                                       | Henriqueta Maria de França (1609–1669) m. Carlos I de Inglaterra | Henriqueta Maria de França (1609–1669) m. Carlos I de Inglaterra | Henriqueta Maria de França (1609–1669) m. Carlos I de Inglaterra     | Henriqueta Maria de França (1609–1669) m. Carlos I de Inglaterra     | Henriqueta Maria de França (1609–1669) m. Carlos I de Inglaterra     | Henriqueta Maria de França (1609–1669) m. Carlos I de Inglaterra     |                                                                      |                                                                      |                                              |                                              | Cosme II de Médici (1590-1621) Grão-Duque da Toscana                                 | Cosme II de Médici (1590-1621) Grão-Duque da Toscana                                 | Cosme II de Médici (1590-1621) Grão-Duque da Toscana                                 | Cosme II de Médici (1590-1621) Grão-Duque da Toscana                                 | Cosme II de Médici (1590-1621) Grão-Duque da Toscana                                 | Cosme II de Médici (1590-1621) Grão-Duque da Toscana                                 |  |  |  |  |  |  |  |  |  |  |  |  |  |  |  |  |  |  |  |  |  |  |  |  |  |  |  |  |  |  |  |  |  |  |  |  |  |  |  |  |  |  |  |  |  |  |  |  |  |  |  |  |  |  |
|                                                       |                                                       |                                                       |                                                       |                                                       |                                                       |                                           |                                           |                                                         |                                                         |                                                         |                                                         |                                                         |                                                         |                                                   |                                                   |                                                                  |                                                                  |                                                                  |                                                                  |                                                                       |                                                                       |                                                                       |                                                                       |                                                                       |                                                                       |                                                            |                                                            |                                                            |                                                            |                                                       |                                                       |                                                                   |                                                                   |                                                                   |                                                                   |                                                                   |                                                                   |                                                   |                                                   |                                                                                  |                                                                                  |                                                                                  |                                                                                  |                                                                                  |                                                                                  |                                           |                                           |                                                               |                                                               |                                                               |                                                               |                                                               |                                                               |                                               |                                               |                                                |                                                |                                                    |                                                    |                                                                  |                                                                  |                                                                  |                                                                  |                                                                  |                                                                  |                                                                       |                                                                       |                                                                       |                                                                       |                                                                       |                                                                       |                                                                  |                                                                  |                                                                      |                                                                      |                                                                      |                                                                      |                                                                      |                                                                      |                                              |                                              |                                                                                      |                                                                                      |                                                                                      |                                                                                      |                                                                                      |                                                                                      |  |  |  |  |  |  |  |  |  |  |  |  |  |  |  |  |  |  |  |  |  |  |  |  |  |  |  |  |  |  |  |  |  |  |  |  |  |  |  |  |  |  |  |  |  |  |  |  |  |  |  |  |  |  |
|                                                       |                                                       |                                                       |                                                       |                                                       |                                                       |                                           |                                           | Angela/Angelica de Médici (1608–1636) m. Pietro Altemps | Angela/Angelica de Médici (1608–1636) m. Pietro Altemps | Angela/Angelica de Médici (1608–1636) m. Pietro Altemps | Angela/Angelica de Médici (1608–1636) m. Pietro Altemps | Angela/Angelica de Médici (1608–1636) m. Pietro Altemps | Angela/Angelica de Médici (1608–1636) m. Pietro Altemps |                                                   |                                                   |                                                                  |                                                                  |                                                                  |                                                                  |                                                                       |                                                                       |                                                                       |                                                                       |                                                                       |                                                                       | Filipe IV de Espanha (1605–r.1621–1665)                    | Filipe IV de Espanha (1605–r.1621–1665)                    | Filipe IV de Espanha (1605–r.1621–1665)                    | Filipe IV de Espanha (1605–r.1621–1665)                    | Filipe IV de Espanha (1605–r.1621–1665)               | Filipe IV de Espanha (1605–r.1621–1665)               |                                                                   |                                                                   | Isabel de Bourbon (1602–1644)                                     | Isabel de Bourbon (1602–1644)                                     | Isabel de Bourbon (1602–1644)                                     | Isabel de Bourbon (1602–1644)                                     | Isabel de Bourbon (1602–1644)                     | Isabel de Bourbon (1602–1644)                     |                                                                                  |                                                                                  | Luís XIII de França (1601–r.1610–1643)                                           | Luís XIII de França (1601–r.1610–1643)                                           | Luís XIII de França (1601–r.1610–1643)                                           | Luís XIII de França (1601–r.1610–1643)                                           | Luís XIII de França (1601–r.1610–1643)    | Luís XIII de França (1601–r.1610–1643)    |                                                               |                                                               | Ana da Áustria (1601–1666)                                    | Ana da Áustria (1601–1666)                                    | Ana da Áustria (1601–1666)                                    | Ana da Áustria (1601–1666)                                    | Ana da Áustria (1601–1666)                    | Ana da Áustria (1601–1666)                    |                                                |                                                | Carlos II da Inglaterra (1630–r.1660–1685)         | Carlos II da Inglaterra (1630–r.1660–1685)         | Carlos II da Inglaterra (1630–r.1660–1685)                       | Carlos II da Inglaterra (1630–r.1660–1685)                       | Carlos II da Inglaterra (1630–r.1660–1685)                       | Carlos II da Inglaterra (1630–r.1660–1685)                       |                                                                  |                                                                  | Maria Henriqueta Stuart (1631–1660) m. Guilherme II de Orange         | Maria Henriqueta Stuart (1631–1660) m. Guilherme II de Orange         | Maria Henriqueta Stuart (1631–1660) m. Guilherme II de Orange         | Maria Henriqueta Stuart (1631–1660) m. Guilherme II de Orange         | Maria Henriqueta Stuart (1631–1660) m. Guilherme II de Orange         | Maria Henriqueta Stuart (1631–1660) m. Guilherme II de Orange         |                                                                  |                                                                  | Jaime II da Inglaterra (1633–r.1685-88 –1701)                        | Jaime II da Inglaterra (1633–r.1685-88 –1701)                        | Jaime II da Inglaterra (1633–r.1685-88 –1701)                        | Jaime II da Inglaterra (1633–r.1685-88 –1701)                        | Jaime II da Inglaterra (1633–r.1685-88 –1701)                        | Jaime II da Inglaterra (1633–r.1685-88 –1701)                        |                                              |                                              | Fernando II de Médici (1610-1670) Grão-Duque da Toscana                              | Fernando II de Médici (1610-1670) Grão-Duque da Toscana                              | Fernando II de Médici (1610-1670) Grão-Duque da Toscana                              | Fernando II de Médici (1610-1670) Grão-Duque da Toscana                              | Fernando II de Médici (1610-1670) Grão-Duque da Toscana                              | Fernando II de Médici (1610-1670) Grão-Duque da Toscana                              |  |  |  |  |  |  |  |  |  |  |  |  |  |  |  |  |  |  |  |  |  |  |  |  |  |  |  |  |  |  |  |  |  |  |  |  |  |  |  |  |  |  |  |  |  |  |  |  |  |  |  |  |  |  |
|                                                       |                                                       |                                                       |                                                       |                                                       |                                                       |                                           |                                           | Angela/Angelica de Médici (1608–1636) m. Pietro Altemps | Angela/Angelica de Médici (1608–1636) m. Pietro Altemps | Angela/Angelica de Médici (1608–1636) m. Pietro Altemps | Angela/Angelica de Médici (1608–1636) m. Pietro Altemps | Angela/Angelica de Médici (1608–1636) m. Pietro Altemps | Angela/Angelica de Médici (1608–1636) m. Pietro Altemps |                                                   |                                                   |                                                                  |                                                                  |                                                                  |                                                                  |                                                                       |                                                                       |                                                                       |                                                                       |                                                                       |                                                                       | Filipe IV de Espanha (1605–r.1621–1665)                    | Filipe IV de Espanha (1605–r.1621–1665)                    | Filipe IV de Espanha (1605–r.1621–1665)                    | Filipe IV de Espanha (1605–r.1621–1665)                    | Filipe IV de Espanha (1605–r.1621–1665)               | Filipe IV de Espanha (1605–r.1621–1665)               |                                                                   |                                                                   | Isabel de Bourbon (1602–1644)                                     | Isabel de Bourbon (1602–1644)                                     | Isabel de Bourbon (1602–1644)                                     | Isabel de Bourbon (1602–1644)                                     | Isabel de Bourbon (1602–1644)                     | Isabel de Bourbon (1602–1644)                     |                                                                                  |                                                                                  | Luís XIII de França (1601–r.1610–1643)                                           | Luís XIII de França (1601–r.1610–1643)                                           | Luís XIII de França (1601–r.1610–1643)                                           | Luís XIII de França (1601–r.1610–1643)                                           | Luís XIII de França (1601–r.1610–1643)    | Luís XIII de França (1601–r.1610–1643)    |                                                               |                                                               | Ana da Áustria (1601–1666)                                    | Ana da Áustria (1601–1666)                                    | Ana da Áustria (1601–1666)                                    | Ana da Áustria (1601–1666)                                    | Ana da Áustria (1601–1666)                    | Ana da Áustria (1601–1666)                    |                                                |                                                | Carlos II da Inglaterra (1630–r.1660–1685)         | Carlos II da Inglaterra (1630–r.1660–1685)         | Carlos II da Inglaterra (1630–r.1660–1685)                       | Carlos II da Inglaterra (1630–r.1660–1685)                       | Carlos II da Inglaterra (1630–r.1660–1685)                       | Carlos II da Inglaterra (1630–r.1660–1685)                       |                                                                  |                                                                  | Maria Henriqueta Stuart (1631–1660) m. Guilherme II de Orange         | Maria Henriqueta Stuart (1631–1660) m. Guilherme II de Orange         | Maria Henriqueta Stuart (1631–1660) m. Guilherme II de Orange         | Maria Henriqueta Stuart (1631–1660) m. Guilherme II de Orange         | Maria Henriqueta Stuart (1631–1660) m. Guilherme II de Orange         | Maria Henriqueta Stuart (1631–1660) m. Guilherme II de Orange         |                                                                  |                                                                  | Jaime II da Inglaterra (1633–r.1685-88 –1701)                        | Jaime II da Inglaterra (1633–r.1685-88 –1701)                        | Jaime II da Inglaterra (1633–r.1685-88 –1701)                        | Jaime II da Inglaterra (1633–r.1685-88 –1701)                        | Jaime II da Inglaterra (1633–r.1685-88 –1701)                        | Jaime II da Inglaterra (1633–r.1685-88 –1701)                        |                                              |                                              | Fernando II de Médici (1610-1670) Grão-Duque da Toscana                              | Fernando II de Médici (1610-1670) Grão-Duque da Toscana                              | Fernando II de Médici (1610-1670) Grão-Duque da Toscana                              | Fernando II de Médici (1610-1670) Grão-Duque da Toscana                              | Fernando II de Médici (1610-1670) Grão-Duque da Toscana                              | Fernando II de Médici (1610-1670) Grão-Duque da Toscana                              |  |  |  |  |  |  |  |  |  |  |  |  |  |  |  |  |  |  |  |  |  |  |  |  |  |  |  |  |  |  |  |  |  |  |  |  |  |  |  |  |  |  |  |  |  |  |  |  |  |  |  |  |  |  |
|                                                       |                                                       |                                                       |                                                       |                                                       |                                                       |                                           |                                           |                                                         |                                                         |                                                         |                                                         |                                                         |                                                         |                                                   |                                                   |                                                                  |                                                                  |                                                                  |                                                                  |                                                                       |                                                                       |                                                                       |                                                                       |                                                                       |                                                                       |                                                            |                                                            |                                                            |                                                            |                                                       |                                                       |                                                                   |                                                                   |                                                                   |                                                                   |                                                                   |                                                                   |                                                   |                                                   |                                                                                  |                                                                                  |                                                                                  |                                                                                  |                                                                                  |                                                                                  |                                           |                                           |                                                               |                                                               |                                                               |                                                               |                                                               |                                                               |                                               |                                               |                                                |                                                |                                                    |                                                    |                                                                  |                                                                  |                                                                  |                                                                  |                                                                  |                                                                  |                                                                       |                                                                       |                                                                       |                                                                       |                                                                       |                                                                       |                                                                  |                                                                  |                                                                      |                                                                      |                                                                      |                                                                      |                                                                      |                                                                      |                                              |                                              |                                                                                      |                                                                                      |                                                                                      |                                                                                      |                                                                                      |                                                                                      |  |  |  |  |  |  |  |  |  |  |  |  |  |  |  |  |  |  |  |  |  |  |  |  |  |  |  |  |  |  |  |  |  |  |  |  |  |  |  |  |  |  |  |  |  |  |  |  |  |  |  |  |  |  |
|                                                       |                                                       |                                                       |                                                       |                                                       |                                                       |                                           |                                           |                                                         |                                                         |                                                         |                                                         |                                                         |                                                         |                                                   |                                                   |                                                                  |                                                                  |                                                                  |                                                                  |                                                                       |                                                                       |                                                                       |                                                                       |                                                                       |                                                                       |                                                            |                                                            |                                                            |                                                            |                                                       |                                                       |                                                                   |                                                                   |                                                                   |                                                                   |                                                                   |                                                                   |                                                   |                                                   |                                                                                  |                                                                                  |                                                                                  |                                                                                  |                                                                                  |                                                                                  |                                           |                                           |                                                               |                                                               |                                                               |                                                               |                                                               |                                                               |                                               |                                               |                                                |                                                |                                                    |                                                    |                                                                  |                                                                  |                                                                  |                                                                  |                                                                  |                                                                  |                                                                       |                                                                       |                                                                       |                                                                       |                                                                       |                                                                       |                                                                  |                                                                  |                                                                      |                                                                      |                                                                      |                                                                      |                                                                      |                                                                      |                                              |                                              | Cosme III de Médici (1642-1723) Grão-Duque da Toscana                                |                                                                                      |                                                                                      |                                                                                      |                                                                                      |                                                                                      |  |  |  |  |  |  |  |  |  |  |  |  |  |  |  |  |  |  |  |  |  |  |  |  |  |  |  |  |  |  |  |  |  |  |  |  |  |  |  |  |  |  |  |  |  |  |  |  |  |  |  |  |  |  |
|                                                       |                                                       |                                                       |                                                       |                                                       |                                                       |                                           |                                           |                                                         |                                                         |                                                         |                                                         |                                                         |                                                         |                                                   |                                                   |                                                                  |                                                                  |                                                                  |                                                                  |                                                                       |                                                                       |                                                                       |                                                                       |                                                                       |                                                                       |                                                            |                                                            |                                                            |                                                            |                                                       |                                                       |                                                                   |                                                                   |                                                                   |                                                                   |                                                                   |                                                                   |                                                   |                                                   |                                                                                  |                                                                                  |                                                                                  |                                                                                  |                                                                                  |                                                                                  |                                           |                                           |                                                               |                                                               |                                                               |                                                               |                                                               |                                                               |                                               |                                               |                                                |                                                |                                                    |                                                    |                                                                  |                                                                  |                                                                  |                                                                  |                                                                  |                                                                  |                                                                       |                                                                       |                                                                       |                                                                       |                                                                       |                                                                       |                                                                  |                                                                  |                                                                      |                                                                      |                                                                      |                                                                      |                                                                      |                                                                      |                                              |                                              |                                                                                      |                                                                                      |                                                                                      |                                                                                      |                                                                                      |                                                                                      |  |  |  |  |  |  |  |  |  |  |  |  |  |  |  |  |  |  |  |  |  |  |  |  |  |  |  |  |  |  |  |  |  |  |  |  |  |  |  |  |  |  |  |  |  |  |  |  |  |  |  |  |  |  |
|                                                       |                                                       |                                                       |                                                       |                                                       |                                                       |                                           |                                           |                                                         |                                                         |                                                         |                                                         |                                                         |                                                         |                                                   |                                                   |                                                                  |                                                                  |                                                                  |                                                                  |                                                                       |                                                                       |                                                                       |                                                                       |                                                                       |                                                                       |                                                            |                                                            |                                                            |                                                            |                                                       |                                                       |                                                                   |                                                                   |                                                                   |                                                                   |                                                                   |                                                                   |                                                   |                                                   |                                                                                  |                                                                                  |                                                                                  |                                                                                  |                                                                                  |                                                                                  |                                           |                                           |                                                               |                                                               |                                                               |                                                               |                                                               |                                                               |                                               |                                               |                                                |                                                |                                                    |                                                    |                                                                  |                                                                  |                                                                  |                                                                  |                                                                  |                                                                  |                                                                       |                                                                       |                                                                       |                                                                       |                                                                       |                                                                       |                                                                  |                                                                  |                                                                      |                                                                      |                                                                      |                                                                      |                                                                      |                                                                      |                                              |                                              |                                                                                      |                                                                                      |                                                                                      |                                                                                      |                                                                                      |                                                                                      |  |  |  |  |  |  |  |  |  |  |  |  |  |  |  |  |  |  |  |  |  |  |  |  |  |  |  |  |  |  |  |  |  |  |  |  |  |  |  |  |  |  |  |  |  |  |  |  |  |  |  |  |  |  |
|                                                       |                                                       |                                                       |                                                       |                                                       |                                                       |                                           |                                           |                                                         |                                                         |                                                         |                                                         |                                                         |                                                         |                                                   |                                                   |                                                                  |                                                                  |                                                                  |                                                                  |                                                                       |                                                                       |                                                                       |                                                                       |                                                                       |                                                                       |                                                            |                                                            |                                                            |                                                            |                                                       |                                                       |                                                                   |                                                                   |                                                                   |                                                                   |                                                                   |                                                                   |                                                   |                                                   |                                                                                  |                                                                                  |                                                                                  |                                                                                  |                                                                                  |                                                                                  |                                           |                                           |                                                               |                                                               |                                                               |                                                               |                                                               |                                                               |                                               |                                               |                                                |                                                |                                                    |                                                    |                                                                  |                                                                  |                                                                  |                                                                  |                                                                  |                                                                  | Fernando de Médici (1663-1713) Grão-Príncipe da Toscana               | Fernando de Médici (1663-1713) Grão-Príncipe da Toscana               | Fernando de Médici (1663-1713) Grão-Príncipe da Toscana               | Fernando de Médici (1663-1713) Grão-Príncipe da Toscana               | Fernando de Médici (1663-1713) Grão-Príncipe da Toscana               | Fernando de Médici (1663-1713) Grão-Príncipe da Toscana               |                                                                  |                                                                  | Ana Maria Luísa de Médici (1667-1743)                                | Ana Maria Luísa de Médici (1667-1743)                                | Ana Maria Luísa de Médici (1667-1743)                                | Ana Maria Luísa de Médici (1667-1743)                                | Ana Maria Luísa de Médici (1667-1743)                                | Ana Maria Luísa de Médici (1667-1743)                                |                                              |                                              | João Gastão de Médici (1671-1737) Grão-Duque da Toscana                              | João Gastão de Médici (1671-1737) Grão-Duque da Toscana                              | João Gastão de Médici (1671-1737) Grão-Duque da Toscana                              | João Gastão de Médici (1671-1737) Grão-Duque da Toscana                              | João Gastão de Médici (1671-1737) Grão-Duque da Toscana                              | João Gastão de Médici (1671-1737) Grão-Duque da Toscana                              |  |  |  |  |  |  |  |  |  |  |  |  |  |  |  |  |  |  |  |  |  |  |  |  |  |  |  |  |  |  |  |  |  |  |  |  |  |  |  |  |  |  |  |  |  |  |  |  |  |  |  |  |  |  |

## Arte e arquitetura
Um legado importante dos Médici foi deixado na arte e arquitetura. João de Bicci de Médici, primeiro patrono das artes na família, apoiou Masáccio e mandou reconstruir a Basílica de São Lourenço. Cosme de Médici foi mecenas de Donatello e Fra Filippo Lippi. A família apoiou também Michelangelo, que para os Médici produziu numerosas obras, mas pós um incêndio na galeria Médici, muitas obras valiosas foram carbonizadas. Mecenas, eram grandes colecionadores de arte, e as suas aquisições hoje formam o núcleo da magnífica Galleria degli Uffizi, em Florença.
Na arquitetura, foram responsáveis por notáveis intervenções em Florença, incluindo a referida galeria dos Uffizi, o Palácio Pitti, os Jardim de Boboli e o Belvedere.

### Membros notáveis da família

Brasão papal adotado pelos quatro papas provindos dos Médici.

Brasão cardinalício adotado pelos cardeais Médici.

Brasão adotado pelos Grão-duques da Toscana da família Médici.

Brasão de Catarina de Médici, como rainha de França.

Brasão de Maria de Médici, como rainha de França.

- Salvestro de Médici (1331–1388), ditador de Florença, banido em 1382.
- João de Bicci de Médici (1360–1429), banqueiro, restaurou a fortuna da família que tornou a mais rica da Europa.
- Cosme de Médici, il Vechio (1389–1464), fundador da dinastia política dos Médici.
- Lourenço de Médici, il Magnifico (1449–1492), governante de Florença durante a Idade de Ouro do Renascimento.

Papas:
- João de Médici (1475–1521), Papa Leão X (1513–1521);
- Júlio de Médici (1478–1534), Papa Clemente VII (1523–1534);
- João de Ângelo de Médici (1499–1565), Papa Pio IV (1559–1565);
- Alexandre Otaviano de Médici (1535–1605), Papa Leão XI (1605).

Grão-duques da Toscana:
- Cosme I de Médici, il Grande (1519–1574), primeiro Grão-Duque da Toscana;
- Francisco I de Médici (1541–1587);
- Fernando I de Médici (1549–1609);
- Cosme II de Médici (1590–1621);
- Fernando II de Médici (1610–1670);
- Cosme III de Médici (1642–1723);
- João Gastão de Médici (1671–1737), o último Grão-Duque Médici.

Governantes de ducados italianos:
- Lourenço II, Lorenzino (1492–1519), Duque de Urbino;
- Alexandre de Médici, il Moro (1510–1537), primeiro Duque de Florença;
- Cosme I de Médici, il Grande (1519–1574), segundo e último duque de Florença.

Rainhas de França:
- Catarina de Médici (1519–1589), consorte de Henrique II de França;
- Maria de Médici (1573–1642), consorte de Henrique IV de França.

Consortes de Ducados italianos:
- Lucrécia de Médici (1545–1561) - duquesa de Módena;
- Leonor de Médici (1567–1611) - duquesa de Mântua;
- Virgínia de Médici (1568–1615) - duquesa de Módena;
- Catarina de Médici (1593–1629) - duquesa de Mântua;
- Cláudia de Médici (1604–1648) - duquesa de Urbino;
- Margarida de Médici (1612–1679) - duquesa de Parma.

Arquiduquesas da Áustria Anterior:
- Cláudia de Médici (1604–1648);
- Ana de Médici (1616–1676).

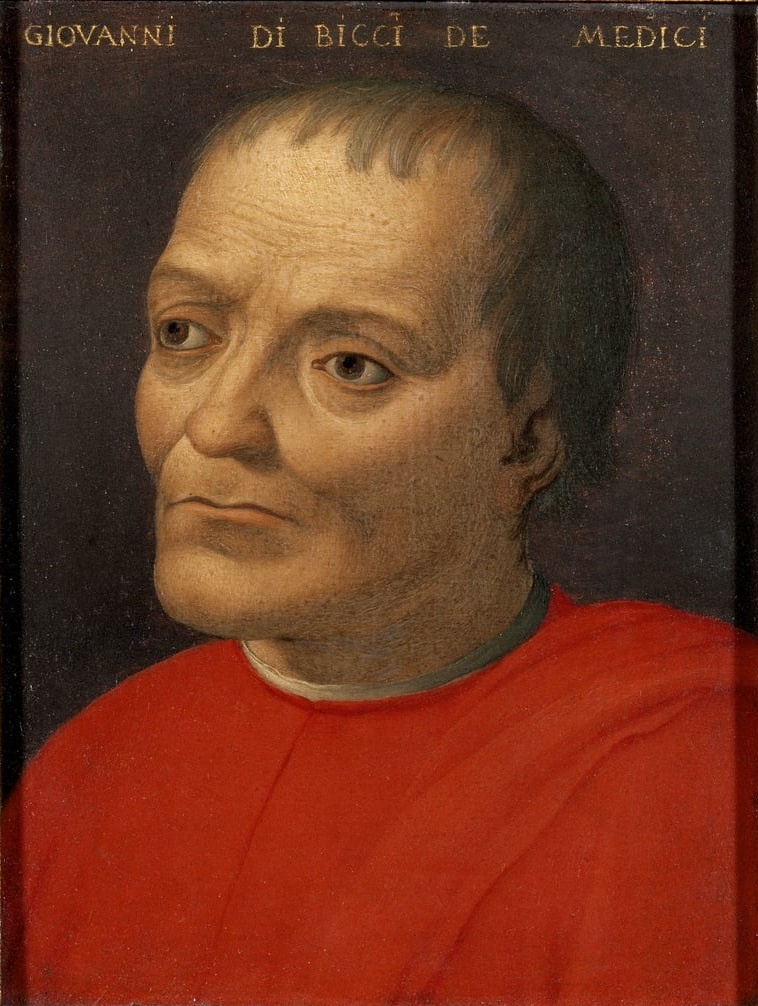
Giovanni di Bicci de Médici, por Agnolo Bronzino.
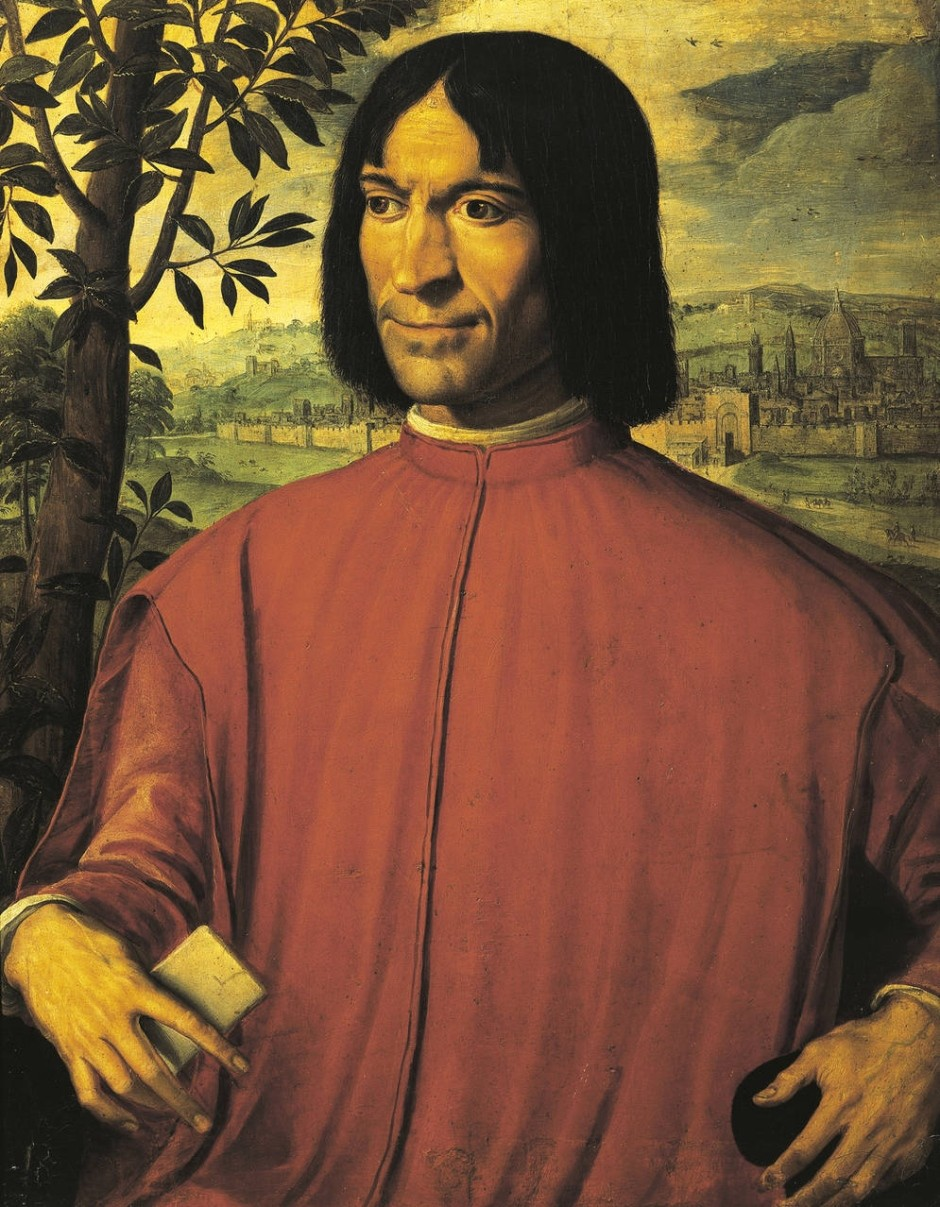
Lourenço de Médici, por Girolamo Macchietti.
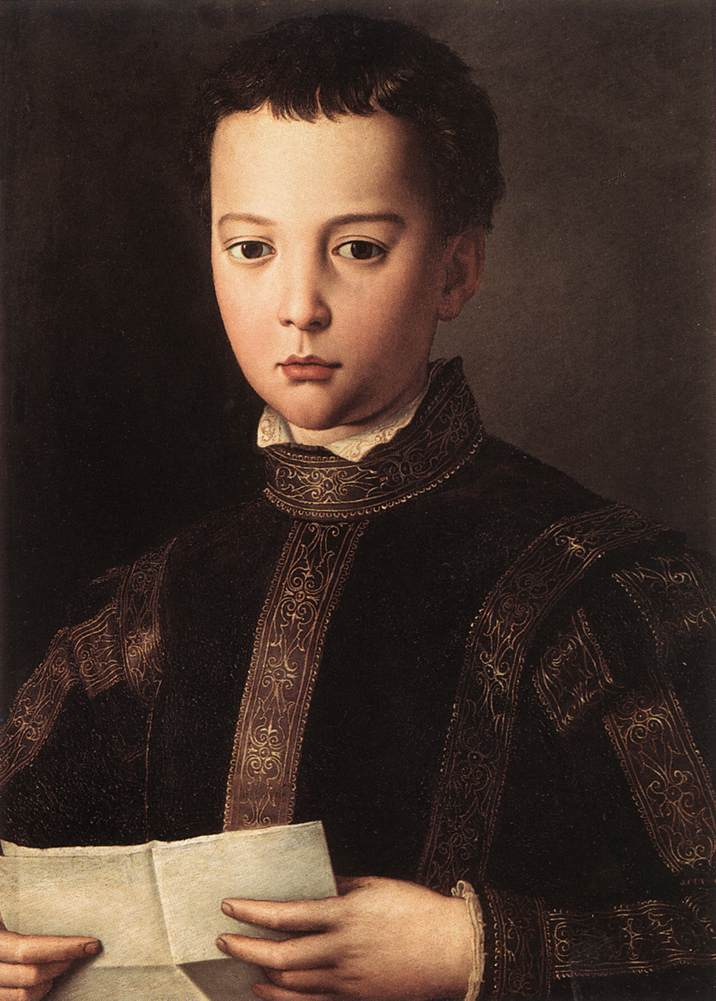
Retrato de Francisco I de Médici, 1551, pintado por Agnolo Bronzino.
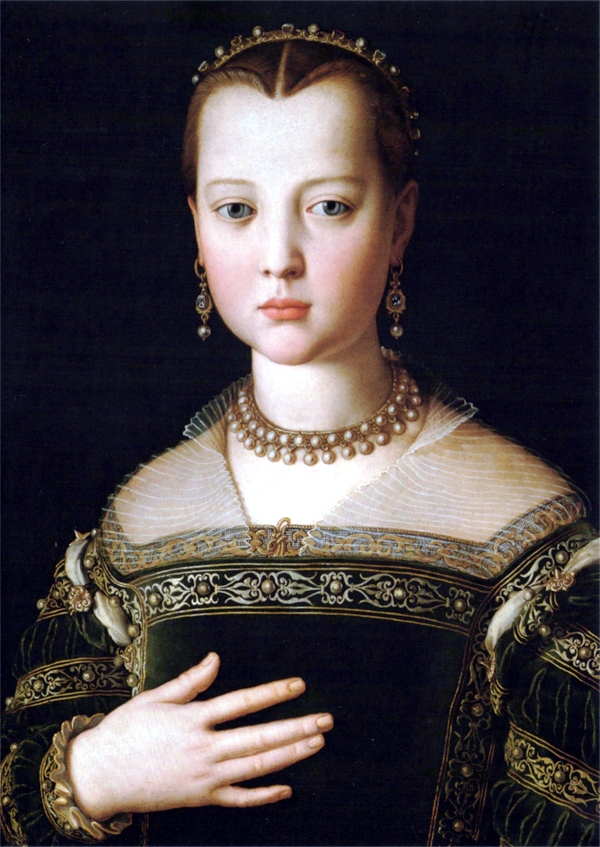
Retrato de Maria de Médici, pintado por Agnolo Bronzino.
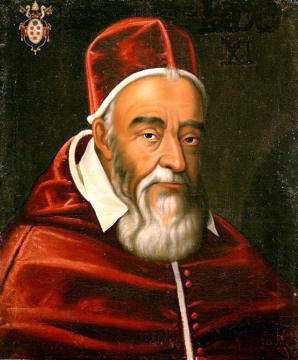
Leão XI (Alessandro Ottaviano de' Medici).
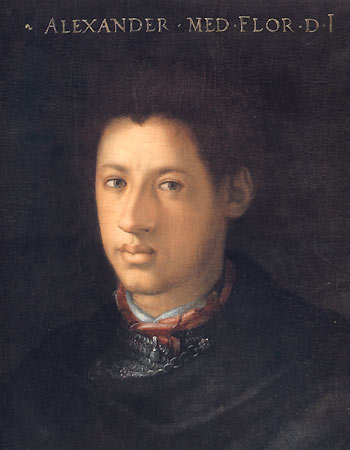
Alexandre de Médici, por Cristofano dell'Altissimo.
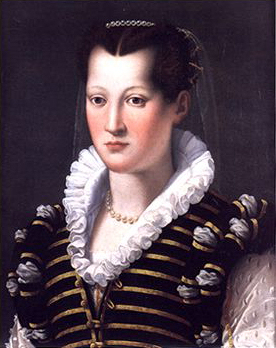
Retrato de Isabel de Médici, Galerias Uffizi, 1836, pintado por Alessandro Allori.
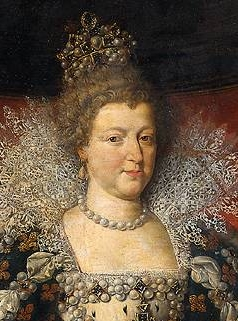
Maria de Médici, Rainha de França, por Frans Pourbus, o Jovem.
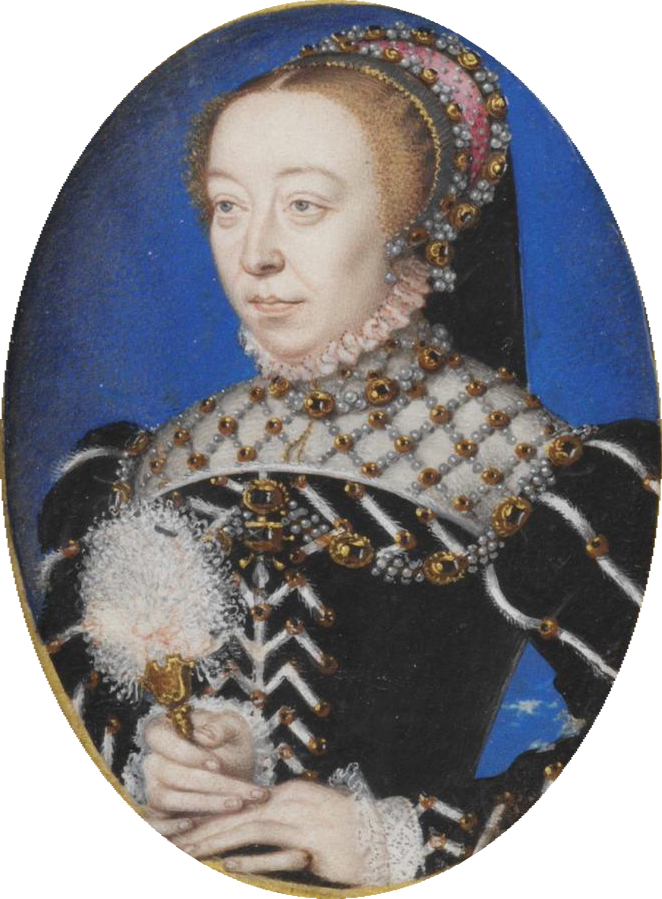
Catarina de Médici, retrato atíbuído a François Clouet.
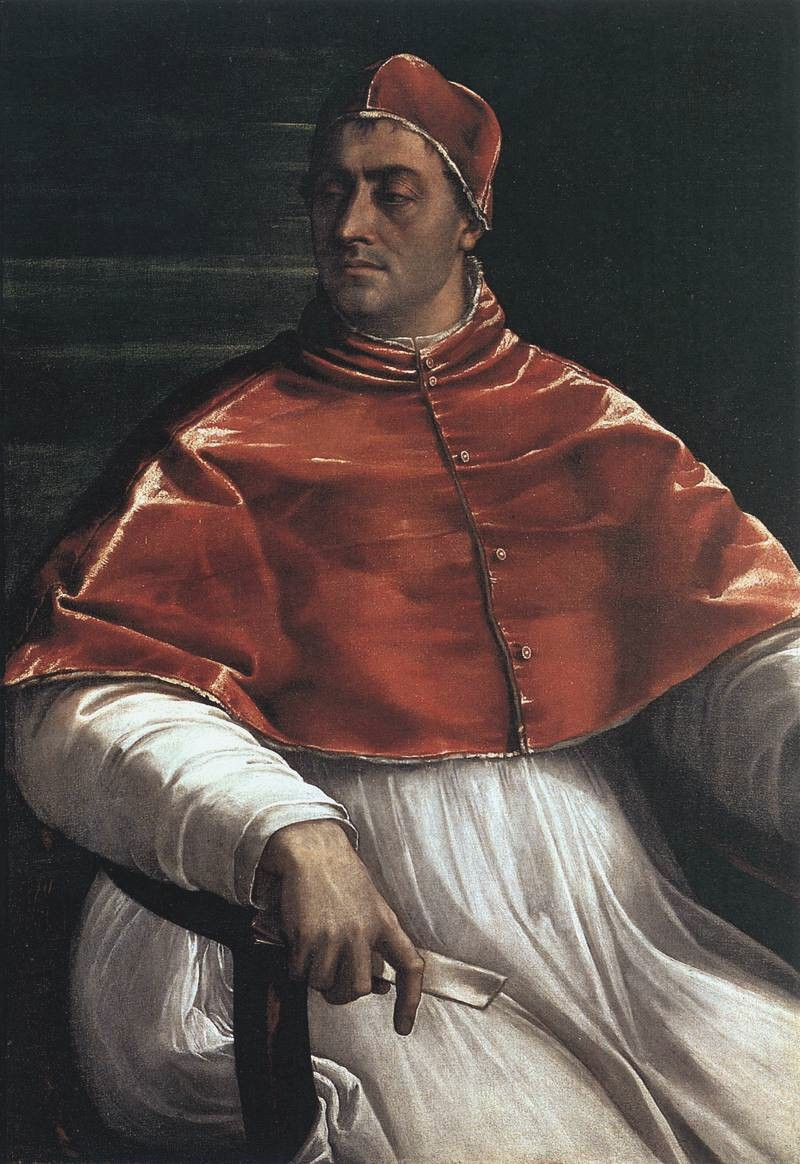
Clemente VII (Giulio di Giuliano de' Medici), por Sebastiano del Piombo.
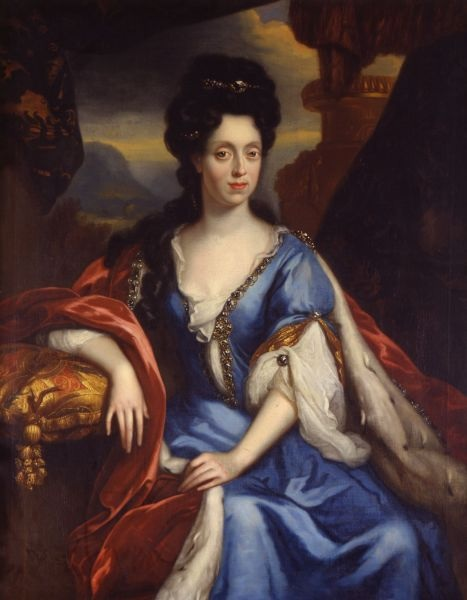
Ana Maria Luísa de Médici, Eleitora Palatina, por Jan Frans Douven

## Cardeais da família Médici
Como outras importantes famílias italianas e européias, os Medici também tiveram numerosos cardeais. O primeiro foi Giovanni de' Medici, o futuro Papa Leão X, e sua nomeação para o trono de cardeal foi provavelmente auxiliada pela aliança com a família romana dos Orsini, sendo a mãe de Giovanni, Clarice, ela mesma uma Orsini. Desde então, não faltou ao menos um cardeal por geração na família, sendo os segundos filhos geralmente destinados à carreira religiosa. Leão X então fez pelo menos um sobrinho cardeal para cada um de seus irmãos e irmãs, chegando assim a uma representação conspícua de "clã" no colégio sagrado, o que permitiu, por exemplo, a rápida eleição de um novo papa Médici após sua morte, Clemente VII foi em 1523 o papa representante dos Médici.
Os cardeais da família Médici nunca se distinguiram pelo seu trabalho religioso, embora em alguns casos fosse digno e diligente, mas são sobretudo famosos pela magnificência com que gostavam de se rodear, apoiando a actividade de numerosos artistas de quem eram patronos.
A família também não contava nem santos nem abençoados para a Igreja.

### Cardeais pertencentes ao ramo principal da família Médici
| Retrato | Nome                              | Brasão | Nascimento             | Criação cardeal                        | Morte                  | Nota                                                                                          |
|         | Giovanni di Lorenzo de' Medici    |        | 11 de dezembro de 1475 | 9 de março de 1489 por Inocêncio VIII  | 1 de dezembro de 1521  | Em 9 de março 1513 foi eleito o 217.º papa da Igreja Católica, com o nome de Leão X           |
|         | Giulio di Giuliano de' Medici     |        | 26 de maio de 1478     | 23 de setembro de 1513 por Leão X      | 25 de setembro de 1534 | Em 19 de novembro 1523 foi eleito o 219.º papa da Igreja Católica, com o nome de Clemente VII |
|         | Ippolito de' Medici               |        | 1511                   | 10 de janeiro de 1529 por Clemente VII | 10 de agosto de 1535   |                                                                                               |
|         | Giovanni di Cosimo I de' Medici   |        | 29 de setembro de 1543 | 31 de janeiro de 1560 por Pio IV       | 20 de novembro de 1562 |                                                                                               |
|         | Ferdinando di Cosimo I de' Medici |        | 30 de julho de 1549    | 6 de janeiro de 1563 por Pio IV        | 7 de fevereiro de 1609 | Sucedeu a seu irmão Francisco I no trono do Grão-Ducado da Toscana em 1587, como Fernando I   |
|         | Carlo di Ferdinando I de' Medici  |        | 19 de março de 1595    | 2 de dezembro de 1615 por Paulo V      | 17 de junho de 1666    |                                                                                               |
|         | João Carlos de Médici             |        | 24 de julho de 1611    | 14 de novembro de 1644 por Inocêncio X | 22 de janeiro de 1663  |                                                                                               |
|         | Leopoldo de Médici                |        | 6 novembro 1617        | 12 de dezembro de 1667 por Clemente IX | 10 de novembro de 1675 |                                                                                               |
|         | Francisco Maria de Médici         |        | 12 de novembro de 1660 | 2 de setembro de 1686 por Inocêncio XI | 3 de fevereiro de 1711 |                                                                                               |

### Cardeais pertencentes a outros ramos cadetes da família Medici
| Retrato | Nome                               | Brasão | Nascimento             | Nomeação                                 | Morte                 | Nota                                                                                 |
|         | Alessandro di Ottaviano de' Medici |        | 2 de junho de 1535     | 12 de dezembro de 1583 por Gregório XIII | 27 de abril de 1605   | Em 1º de abril 1605 foi eleito o 232º papa da Igreja Católica, com o nome de Leão XI |
|         | Francesco de 'Medici di Ottaiano   |        | 28 de novembro de 1808 | 16 de junho de 1856 por Pio IX           | 11 de outubro de 1857 |                                                                                      |

### Cardeais pertencentes à família Médici pelo lado materno
| Retrato | Nome               | Nascimento           | Nomeação                           | Morte               | Mãe                                     | Nota |
|         | Inocêncio Cybo     | 25 de agosto 1491    | 23 de setembro 1513 por Leão X     | 13 de abril 1550    | Madalena de Médici (1473–1519)          | |
|         | Luigi de' Rossi    | 6 de agosto 1474     | 1 de julho 1517 por Leão X         | 20 de agosto 1519   | Maria di Piero de' Medici (1445–1474)   | |
|         | Giovanni Salviati  | 24 de março 1490     | 1 de julho 1517 por Leão X         | 28 de outubro 1553  | Lucrécia de Médici (1470–1533)          | |
|         | Niccolò Ridolfi    | 1501                 | 1 de julho 1517 por Leão X         | 31 de janeiro 1550  | Condessa Lorenzo de' Medici (1478–1515) | |
|         | Lorenzo Strozzi    | 3 de dezembro 1513   | 20 de dezembro 1555 por Paulo IV   | 14 de dezembro 1571 | Clarice di Piero de' Medici (1489–1528) | |
|         | Bernardo Salviati  | 17 de fevereiro 1508 | 26 de fevereiro 1561 por Pio IV    | 6 de maio 1568      | Lucrécia de Médici (1470–1533)          | |
|         | Fernando I Gonzaga | 29 de abril 1587     | 10 de dezembro de 1607 por Paulo V | 29 de outubro 1626  | Leonor de Médici (1567–1611)            | Após a morte de seu irmão Francisco IV em 1612 ele ascendeu ao trono do Ducado de Mântua e de Monferrato como Fernando I e renunciou ao cargo de cardeal em 6 de janeiro 1616 |
|         | Vincenzo Gonzaga   | 7 de janeiro 1594    | 2 de dezembro 1615 por Paulo V     | 25 de dezembro 1627 | Leonor de Médici (1567–1611)            | De 1626 até sua morte, e o último da linha principal dos Gonzaga de Mântua |